# 跨月台轉車站

雙胞胎跨月台轉車站的運作方式

双胞胎同台换乘站的运作方式

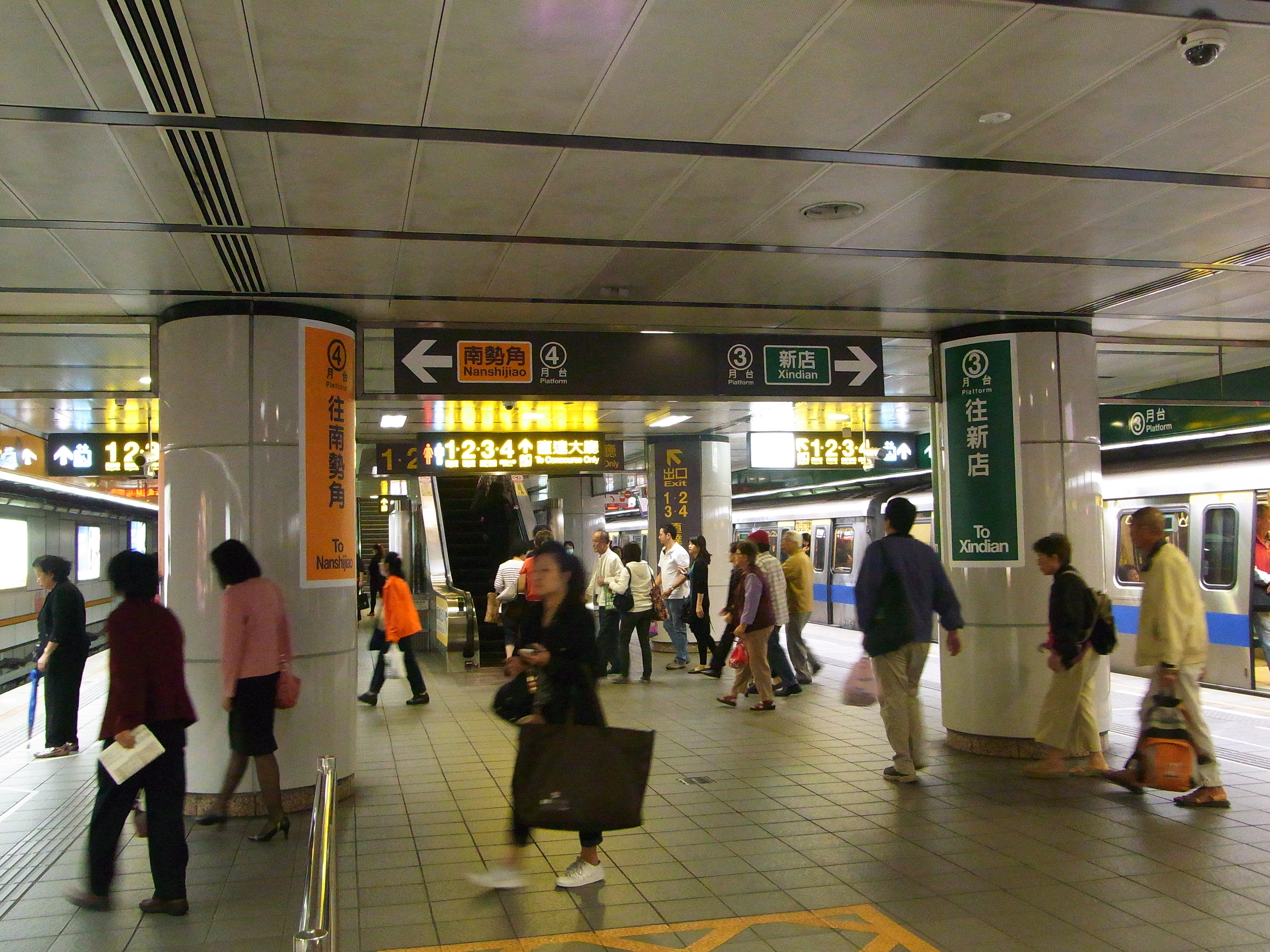
跨月台轉車站內的島式月台兩側分屬不同顏色的路線，圖為臺北捷運古亭站的月台，左邊月台屬中和新蘆線，右邊月台屬松山新店線

平行轉乘是一種城市軌道交通系統應用於轉車站內的設計，其目的是在同一個島式月台或同層相連的非島式月台，讓通勤者從一個路線系統的列車下車後，直接步行到對面不同路軌旁的月台轉車（在重鐵的原則上這兩個系統的路軌在通勤時是不交匯的，不過可以在興建時刻意遷就）。乘客不需經過樓梯、電動扶梯或電梯上下樓走到另一個平台轉線，亦可將轉車人潮分散至月台上未供梯口設施使用的餘裕空間、減少瓶頸，因此能節省車站內的轉乘時間、提高通勤效率。
跨月台轉車站還有一個設立原則就是不要求乘客在轉車時經過計算車費的驗票閘門，英國倫敦的斯特拉特福站過去就是由兩個不同鐵路經營者（東安格利亞國家特快車及倫敦地鐵，前者現為倫敦交通局鐵路）允許乘客不經過柵閘就進行轉車的典型例子，不過也有例外（如犀浦站）。
跨月台轉車站的優點是對於換線的乘客而言是較快速而簡單的設計（若撇除直通運行），但缺點是為了配合月台設置，各線的行車軌道有時必須透過立體交叉，才能銜接至車站中不同位置的月台。當採用不在同一平面的叠島式設計，建造時比分離式轉車站減少挖泥數量，也相對減少車站建造面積，從而比分離式轉車站節省兩倍或以上的建築及維護成本。然而可能要在地下隧道的路段遷就跨月台轉車的設計，為遷就乘客的轉車組合令隧道的施工難度稍為增加。在臺北捷運、杭州地鐵等地的工程中，這種因應跨月台轉車設計而生成的立體交叉隧道暱稱作「麻花」，英语则称为“剪刀”。此外對乘客而言這種設計讓他們轉車來得更直接，不用像分離式轉車站繞幾個大圏子才能轉車，因為同月台兩側是不同的路線，而同一路線另一個方向就是佈置在不同月台上，所以有機會令不熟悉該鐵路系統的乘客產生疑惑而造成搭錯車的可能，因此採用此設計的車站必須要有更明確的轉乘指示，如清晰的指示牌、車廂和月臺加強廣播等，如果有配合路線顏色的月臺空間色彩或是車身塗裝來辨認，效果則更佳。
另外，跨月台轉車站也方便了老年人和殘疾人轉乘列車，故此也可視為是一種無障礙設施。

## 類型

### 跨線轉乘
一個擁有跨月台轉車站的通勤列車站，一般會包含最少兩組雙向路線系統，並最少擁有兩座透過行人樓梯、電扶梯等連接的島式月台（可服務4條單線），在客量高的轉車站容納更多的路線可能會導致月台人流飽和及混亂。有時受到地面腹地大小的影響，或為了縮短需於兩組島式月台間旅客換線的時間、距離，會建造一組島式疊式月台的形式，使兩月台間往返僅需上／下樓一次。
世界上大部分通勤鐵路系統如果因為多種原因而只能為兩條路線建設單一個跨月台轉車站，那麼它們在一般情況下都會選擇讓同方向的軌道配對在同一組島式月台上，因為進行同方向轉車的乘客通常要比逆方向的多。然而有時部分車站尚會為了順應乘客量較高一方的動線需求，而調整為一個逆方向跨月台轉車站，月台兩側的行車方向相反。
而為了同時方便順向及逆向的轉乘，有些系統設計以兩個相鄰車站進行轉乘，在其中一個車站進行順向轉乘，而另一個車站進行逆向，不但方便旅客，也分散了人流。新加坡地鐵則有一組雙胞胎跨月台轉車站——东西线、南北线間的政府大廈站及萊佛士坊站。而港鐵則有兩組——第一組為觀塘綫、將軍澳綫的油塘站及調景嶺站；而第二組則為觀塘綫、荃灣綫的太子站及旺角站。
一些情況下，為了方便進行跨月台轉乘，有一部分鐵路線會為此將部分或全部路段更改行車方向配合，例如港鐵馬鞍山綫（現已併入屯馬綫）、上海地鐵10號線、成都地鐵2號線、成都地鐵10號線、倫敦地鐵維多利亞線等等。
不過，有時受工程因素限制，客流方向未必與跨月台轉乘方向相同，例如港鐵東涌綫／屯馬綫的南昌站、北京地鐵一八貫通前的四惠東站、上海地鐵6號線／10號線的港城路站、廣州地鐵8號線／廣佛地鐵的沙園站、2號線／7號線的廣州南站、18號線／22號線的番禺廣場站、北京地鐵3號線／12號線的東壩北站。部分具備跨月台轉車站條件的車站如北京地鐵宋家莊站等不開放跨月台方向的車門，故而無法達成跨月台轉車。

#### 跨線終點轉乘
部分跨月台轉車服務是兩條路線以同一車站作為終點站時，將兩線的終點月台連貫成同一座月台，以提供乘客平面徒步換車。例子包括英國北方列車、默西鐵路的奧姆斯柯克站、美國舊金山灣區捷運系統黃線、eBART的匹兹堡／湾角站、台灣桃園機場捷運、桃園捷運綠線的中壢車站（興建中），以及中國大陸南京地鐵S1號線和S7号线的空港新城江宁站。

### 同線不同車種間轉乘
同一鐵道路線若以多類車種交雜運營，如各站停車（慢車）、快速直達列車（快車），在部分車站會透過跨月台轉乘以分流不同車種並提供轉乘，如美國紐約地鐵數條開設快車和慢車的路線，於兩類車種皆有停靠的大型車站設置雙組島式月台供兩列列車上的乘客換車（此種情況下等同於緩急接續）。

## 各地應用

### 亞洲

#### 東京

赤坂見附站軌道配置圖

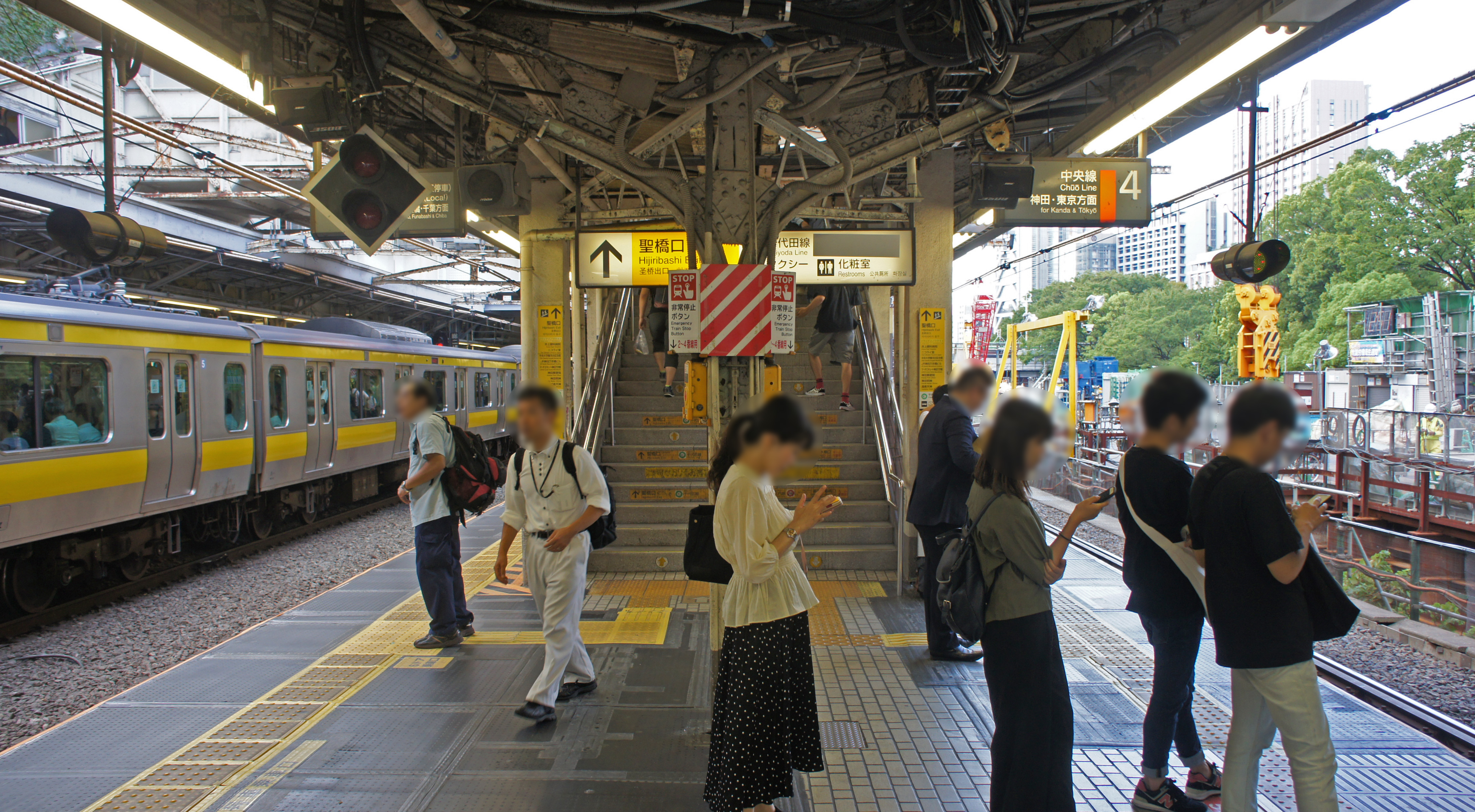
JR东日本御茶之水站跨月台转乘，左侧为中央·總武緩行線，右侧为中央快速线。

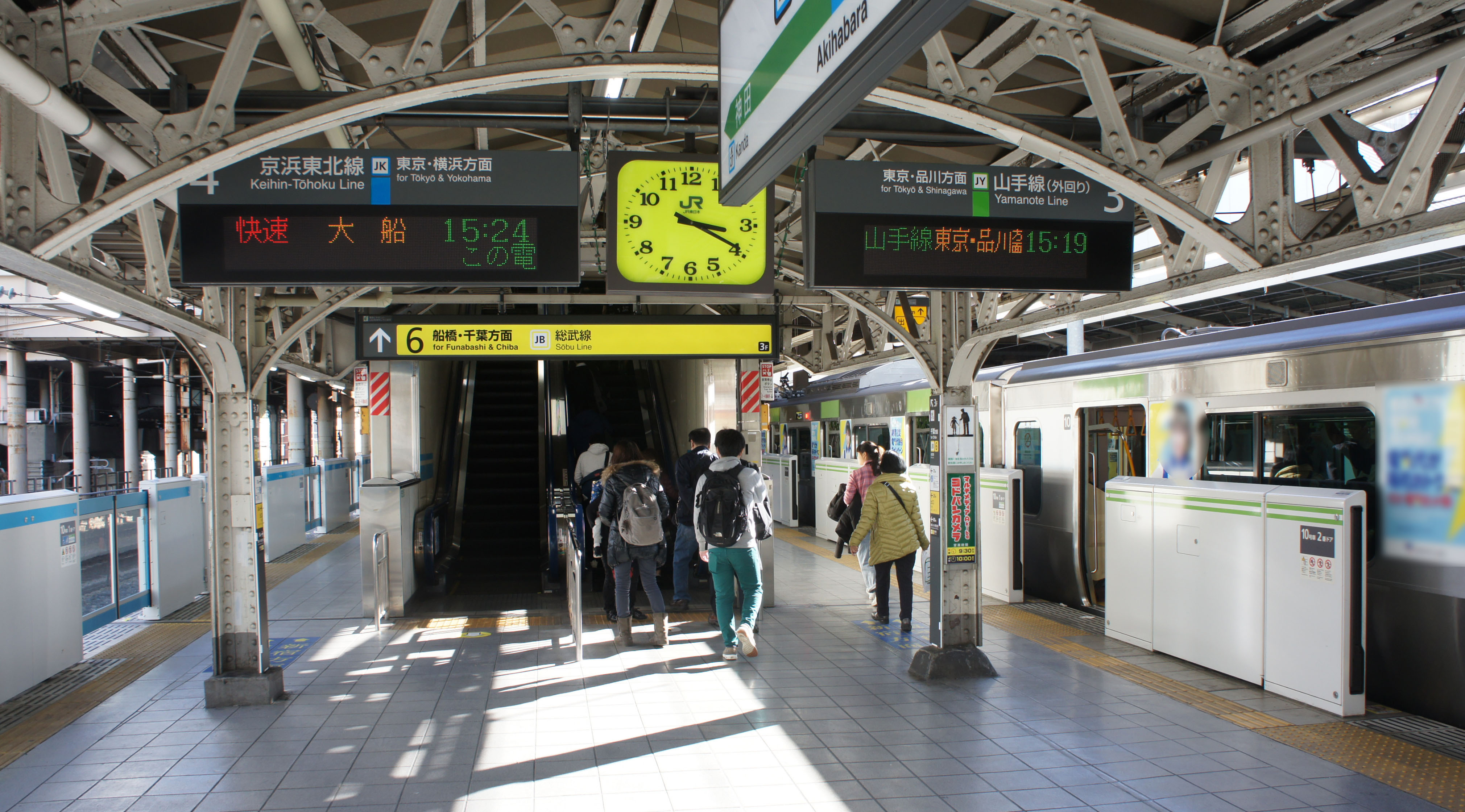
山手線与京濱東北線在田端站-田町站连续顺向跨月台转乘。图为秋葉原站。

在東京地下鐵的跨月台轉車站中，赤坂見附站透過兩層島式月台，提供銀座線與丸之內線之間的順向跨月台轉乘，上層月台能前往新宿、荻窪／澀谷方向，下層則前往銀座、上野、淺草/池袋方向。該站於東京高速鐵道的年代已經預留了丸之內線的跨月台轉乘。
銀座線及半藏門線的表參道站的跨月台轉車於1978年半藏門線通車時同步搬遷銀座線月台至目前位置。南北線與三田線的白金高輪站則於2000年兩線南延時同步啟用。兩個車站都設置兩座水平並列的島式月台，方便乘客在此轉乘。
都營地鐵大江戶線都廳前站可以進行四個方向的跨月台轉車。
JR東日本的山手線與中央·總武緩行線可在新宿站順向跨月台轉乘，在代代木站單向逆向跨月台轉乘（山手線内环與中央·總武緩行線西行），與京濱東北線在田端站至田町站各站順向跨月台轉乘，在品川站單向逆向跨月台轉乘（山手線外环與京濱東北線北行）。御茶之水站可進行中央線快速與中央·總武緩行線的跨月台轉乘。
大部分東京地下鐵或都營地下鐵與其他直通運行的近郊鐵路的連接車站，如東京地鐵日比谷線與東急東橫線的中目黑站、東京地鐵有樂町線、副都心線與東武東上線的和光市站、池袋線與西武有樂町線的練馬站，有樂町線、副都心線與西武有樂町線的小竹向原站，東京地鐵千代田線與小田急電鐵小田原線的代代木上原站，東京地鐵副都心線與東急電鐵東橫線在澀谷站，東京地鐵東西線與中央·總武緩行線的中野站以及還有東葉高速線的西船橋站，半藏門線與伊勢崎線、都營地下鐵淺草線與京成電鐵押上線的押上站亦採用跨月台轉乘。綾瀨站可供千代田線與常磐緩行線的直通列車與來往北綾瀨站的接駁列車跨月台轉車。
東京急行電鐵將若干車站地下化的同時，也一併將那些車站變成跨月台轉車站，例如目黑線和大井町線的大岡山站、東橫線與目黑線的田園調布站以及日吉站、田園都市線與大井町線的二子玉川站等。
北總線與京成電鐵京成本線的京成高砂站亦屬跨月台轉車站。

#### 横滨
JR東日本的東神奈川站可進行京濱東北線與橫濱線的跨月台轉乘（也有部分橫濱線列車直通京濱東北線、根岸線）。
JR東日本的戶塚站可進行東海道線（上野東京線）與橫須賀線（湘南新宿線）的跨月台轉乘（有部分列車相互跨線直通）。

#### 大阪
大阪市高速電氣軌道的御堂筋線和四橋線在大國町站設有跨月台轉乘。
近畿日本鐵道同樣在奈良線和大阪線的鶴橋站設有跨月台轉乘。
阪神電氣鐵道在阪神難波線和阪神本線間的尼崎站設有跨月台轉乘。
JR西日本的大和路线（關西本線）和大阪環狀線在新今宮站也設有跨月台轉乘。

#### 京都
京都市營地下鐵東西線與京阪電氣鐵道京津線可在御陵站進行跨月台轉乘。
京都市營地下鐵烏丸線與近畿日本鐵道京都線可在竹田站进行跨月台转乘（部分列车互相跨綫直通運行）。

#### 香港

「雙胞胎跨月台轉車組」示意圖。圖為港鐵油塘站及調景嶺站

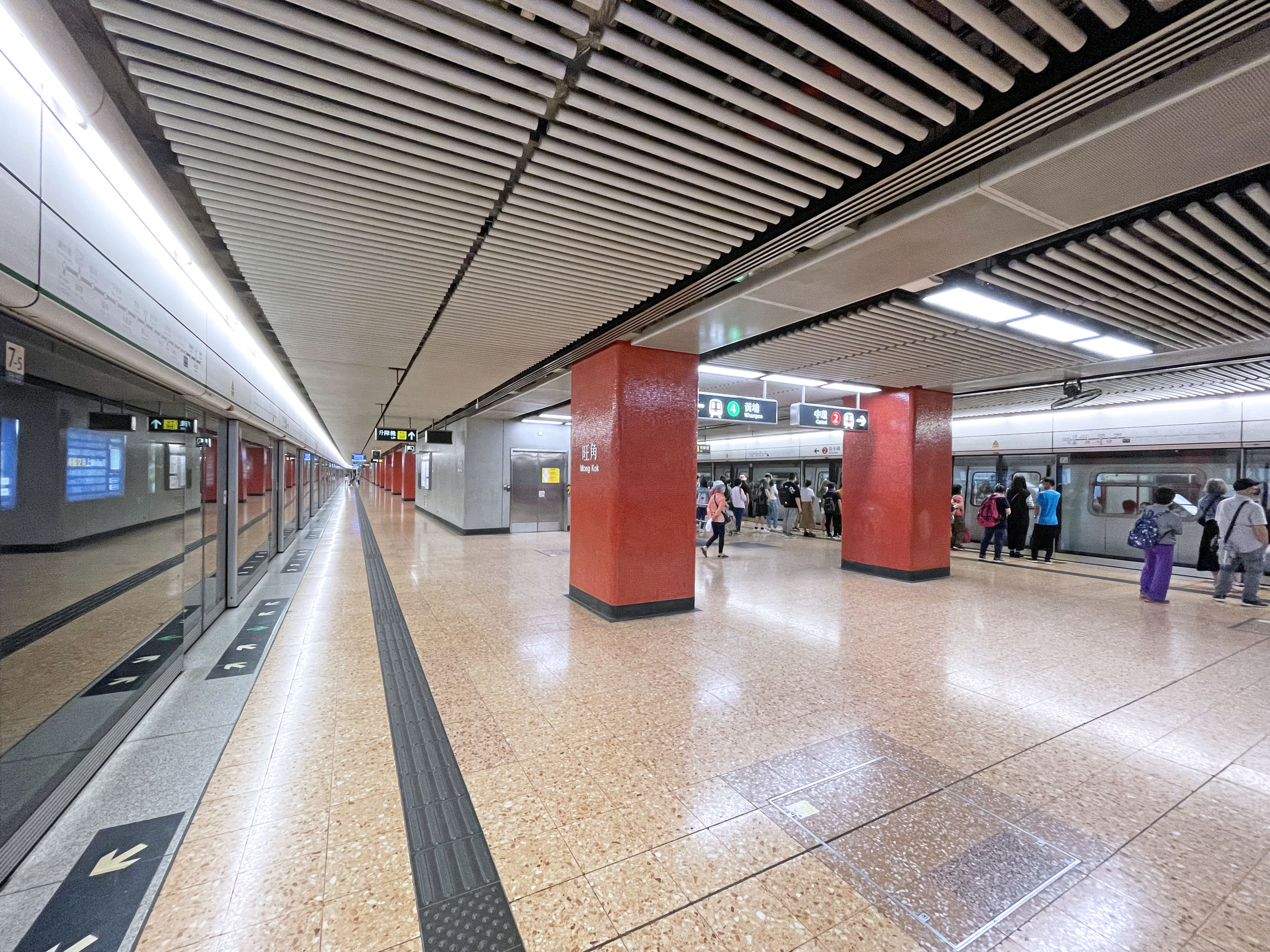
旺角站顺向跨月台转乘，左侧为观塘线，右侧为荃湾线

香港鐵路是世界上最繁忙、擁擠的都市鐵道系統之一，因此在跨月台轉車設計的應用上較其他城市更為廣泛，在大量的車站中均得到採取，以節省乘客換車的時間和徒步距離、增加系統運作效率。
在香港地鐵的路線當中，跨月台轉乘首次出現於1982年4月26日修正早期系統拆分為觀塘綫和荃灣綫後的旺角站，以及同年5月10日開放月台的太子站。兩站可進行雙胞胎跨月台轉車，太子站進行反向轉乘，而旺角站進行順向轉乘。由於兩個方向都預期出現大量人流，因此當局對此進行了特別設計。
由於這個設計深受乘客歡迎，於是1985年港島綫通車時，荃灣綫與該綫的轉車站金鐘站也進行了類似的反向轉乘。不過同為兩綫轉車站的中環站受鄰近建築所限，無法跨月台轉乘。
香港興建機場鐵路期間，同步將荃灣綫原有的荔景站改建為該綫與東涌綫的跨月台轉乘站，並於1998年6月22日啟用。
其後興建將軍澳綫時，為了方便九龍東的乘客可以更方便轉乘港島綫，2001年9月起利用北角站原有的側疊式月台設計擴展成為跨月台轉乘站，起初暫時供觀塘綫和港島綫跨月台轉乘。2002年8月將軍澳綫通車後改為與該線轉乘，同時油塘站和調景嶺站的雙向跨月台轉車站配置亦先後啟用。
2009年九龍南綫通車時，東鐵綫和西鐵綫都以紅磡站為總站，並提供跨月台轉乘。由於紅磡站非常靠近海邊，過海的東鐵綫受高度差影響無法與屯馬綫進行跨月台轉乘，以及遷就紅磡列車停放處等原因，故此2022年東鐵綫過海後改為垂直轉乘。另外，會展站也預定成為東鐵綫與將軍澳綫的轉乘站，很可能會採用跨月台轉乘。
將軍澳綫康城站啟用後，將軍澳綫坑口站、寶琳站及康城站乘客，可於將軍澳站跨月台轉乘，前往1號月台轉乘，然而由於往寶琳站及往康城站列車俱停靠將軍澳站1號月台，如乘客沒有留意列車目的地，會誤乘列車折返出發地，由於不少乘客誤乘，因此被網民戲稱為「康城輪迴」、「不能逃出康城」。東鐵綫上水站亦有類似情況。
香港亦有部分車站曾經計劃為跨月台轉車，但為減少工程經費和難度而放棄，如香港大學站、黃竹坑站、鑽石山站、錦上路站等。

##### 部分跨月台轉車站
港鐵部分車站由於結構等其他因素限制，致使部分轉車站交會的兩條路線各有一個方向可行跨月台轉車，但另一方向仍須上下樓轉車。
2004年馬鞍山綫通車時採用特別的靠右通行，以便南行乘客在大圍站轉乘東鐵綫。在屯馬綫通車後，此設計亦方便了東鐵綫南行乘客轉乘屯馬綫前往市區，但反之不亦然，反方向旅客仍須上下樓轉車。
2005年迪士尼綫通車，乘客可以在東涌綫欣澳站跨月台轉乘迪士尼綫列車。不過反之不亦然，由迪士尼回到市區需要跨過天橋乘搭往香港站的列車。
2007年兩鐵合併以前，南昌站同時由東涌綫和九廣西鐵服務。由於票務系統不一，南行東涌綫和北行西鐵雖然位於同一平面上，但仍受牆壁阻隔。合併後，部分牆壁拆除以便提供跨月台轉乘。不過，這個配置並非主要客流方向。多數的乘客皆為西鐵綫出發前往西九龍和香港島，或是東涌綫前往尖沙咀，大部分乘客仍要途經大堂轉乘。

#### 臺北

臺北捷運同月台平行轉乘示意圖。包含右側的「三角跨月台轉車組」

臺北捷運中的平行轉乘設計，始於1980年代的設計階段，中華民國交通部運輸計劃委員會聘請「英國大眾捷運顧問工程司」（British Mass Transit Consultants；BMTC）與中華顧問工程司（今臺灣世曦工程顧問股份有限公司）組成計畫小組進行設計。其中BMTC部分人員為曾經參與香港地鐵設計的英國籍工程師，故將香港的同月台平行轉乘設計加入臺北捷運當中，取代了原先部分交會站必須上下樓層、徒步進行轉乘的動線。
開工之後，共興建了4座同月台平行轉乘車站。有別於2個站構成的雙胞胎轉車組，臺北捷運是由3座兩兩相鄰的車站——中正紀念堂站、古亭站及東門站，形成「三角轉車組」，西門站則是除此轉車組外的第4個轉乘站。這4個車站的上層月臺均為往北方向，下層月臺均為往南方向，除了東門站單一月台層兩側行車方向不同以外，其餘3站（古亭站、中正紀念堂站與西門站）均為單一月臺層兩側相同行車方向。
東門站是中和新蘆線及淡水信義線的轉乘站之一，BMTC原先規劃這兩條路線的另一座轉乘站民權西路站亦為平行轉乘設計，後來實際興建時取消，因此臺北捷運的平行轉乘服務不會形成雙胞胎轉車組。
北投站的跨月台轉車只限淡水信義線南行（原始設計上兩邊的側式月臺分別往淡水和新北投，南行位於中間的島式月臺，旅客可自由選擇先發的列車，但新北投線被降級為支線後，原本提供由新北投抵達的月臺目前作為區間車到發月臺）。

#### 桃園
桃園機場捷運的長庚醫院站為雙島式月台的車站，同方向的直達車與普通車停靠在同一島式月台的兩側，在目前班距下，本站為全線唯一直達車追越站（緩急接續），乘客可在本站進行直達車和普通車平行轉乘。

#### 新加坡

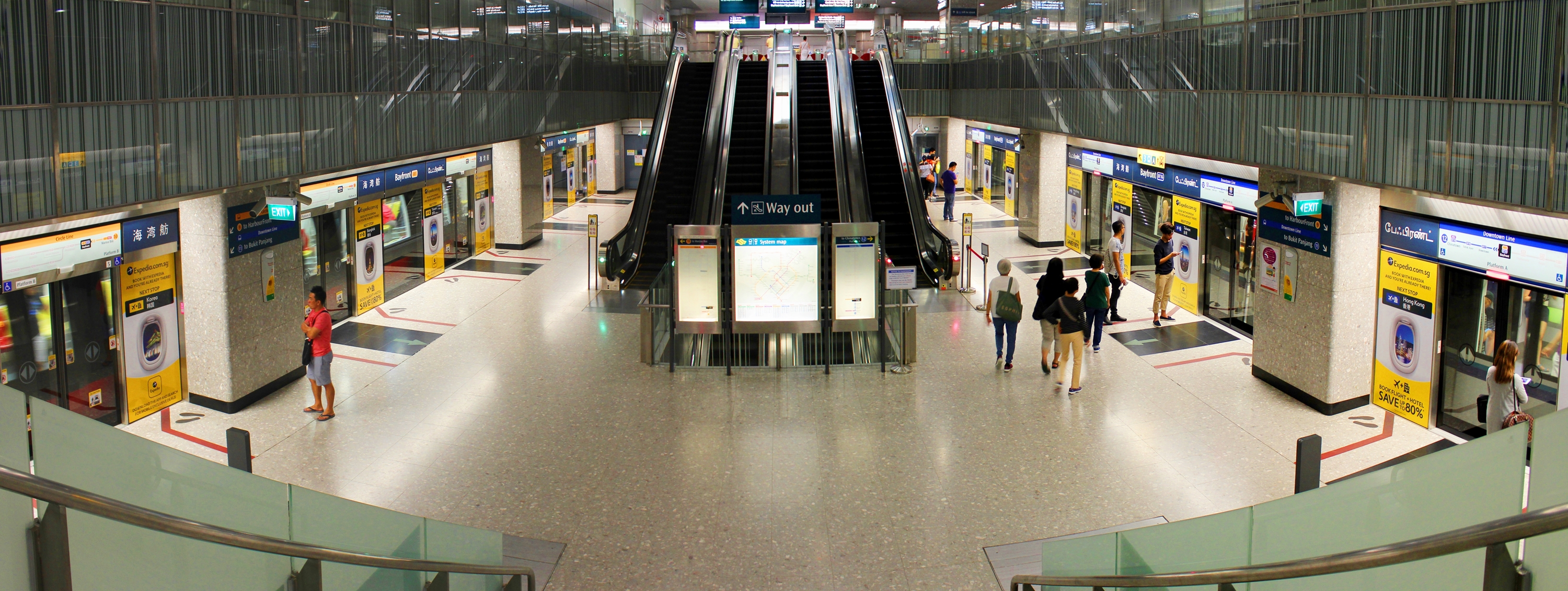
新加坡海灣舫地鐵站

新加坡地鐵第一對連續跨月台轉車站是政府大廈地鐵站和萊佛士坊地鐵站，於1989年11月4日拆分為南北線與東西線時投入服務，方便乘客可在兩線之間跨月台轉乘。這兩站皆為島疊式月台。
1990年3月10日，新加坡地鐵支線通車，裕廊東地鐵站開始跨月台轉乘。該站南北線的終點站軌道夾在東西線兩個方向的月台之間，允許乘客兩個方向皆可跨月台轉乘，另外一個月台則只在繁忙時間使用。
2001年1月10日，樟宜機場支線通車至博覽站，丹那美拉站成為2月台3線的設計，方便樟宜機場開抵的列車可與東西線巴西立方向和大士西路方向皆可跨月台轉乘。
2013年12月22日起，濱海市區線通車，海灣舫地鐵站成為該線與環線濱海灣支線的跨月台轉車站。原初還計劃在寶門廊地鐵站設有類似設計，但現有環線往多美歌的軌道將因此與濱海市區線的軌道平面交叉，最終放棄。

#### 北京
北京地鐵9號線與房山線的郭公庄站、4號線與9號線的国家图书馆站、昌平線與8號線的朱辛庄站、7號線與9號線的北京西站、房山線與燕房線的阎村东站、3號線與12號線的东坝北站为双岛四线同台换乘，6號線與8號線的南锣鼓巷站为侧叠式站台，藉由通道连接。宋家庄站有讓5號線與10號線單向跨月台轉乘的條件，但沒有使用。理論上，在1號線與八通線貫通前在四惠東站可以跨月台轉乘，不過並非客流方向。貫通後該月台只剩下一側正常使用。

#### 天津
2号线滨海国际机场方向与9号线在天津站站同台换乘。
5号线与6号线在肿瘤医院站和天津宾馆站进行双同台换乘，不過有时候次序與客流走向相反。（特别是东行）

#### 上海
上海軌道交通系統內位於浦東新區的東方體育中心站為上海首次採用該種轉乘設計的車站。供6號線及11號線的乘客進行跨月台轉乘。虹桥火车站站为2號線和17號線的同台换乘站，虹桥2号航站楼站提供2號線和10號線往市区方向的同台换乘，通过中间大站台换乘。一島兩側的港城路站允许6號線终到乘客跨月台轉乘10號線往基隆路站方向，其余方向换乘均须经过站厅。人民廣場站1號線富錦路方向與8號線沈杜公路方向雖然也有條件跨月台轉乘，不過考慮到1號線和8號線之間客流運力有較大差距，且月台長度不足以停靠1號線的8輛編組列車，1號線月台部分使用捲簾封閉。另外，11號線曹楊路站設計為與14號線共用一組叠島式月台，後來由於14號線使用8節編組，真如站至武寧路站間改走武寧路，該同台自此被放棄。

#### 杭州

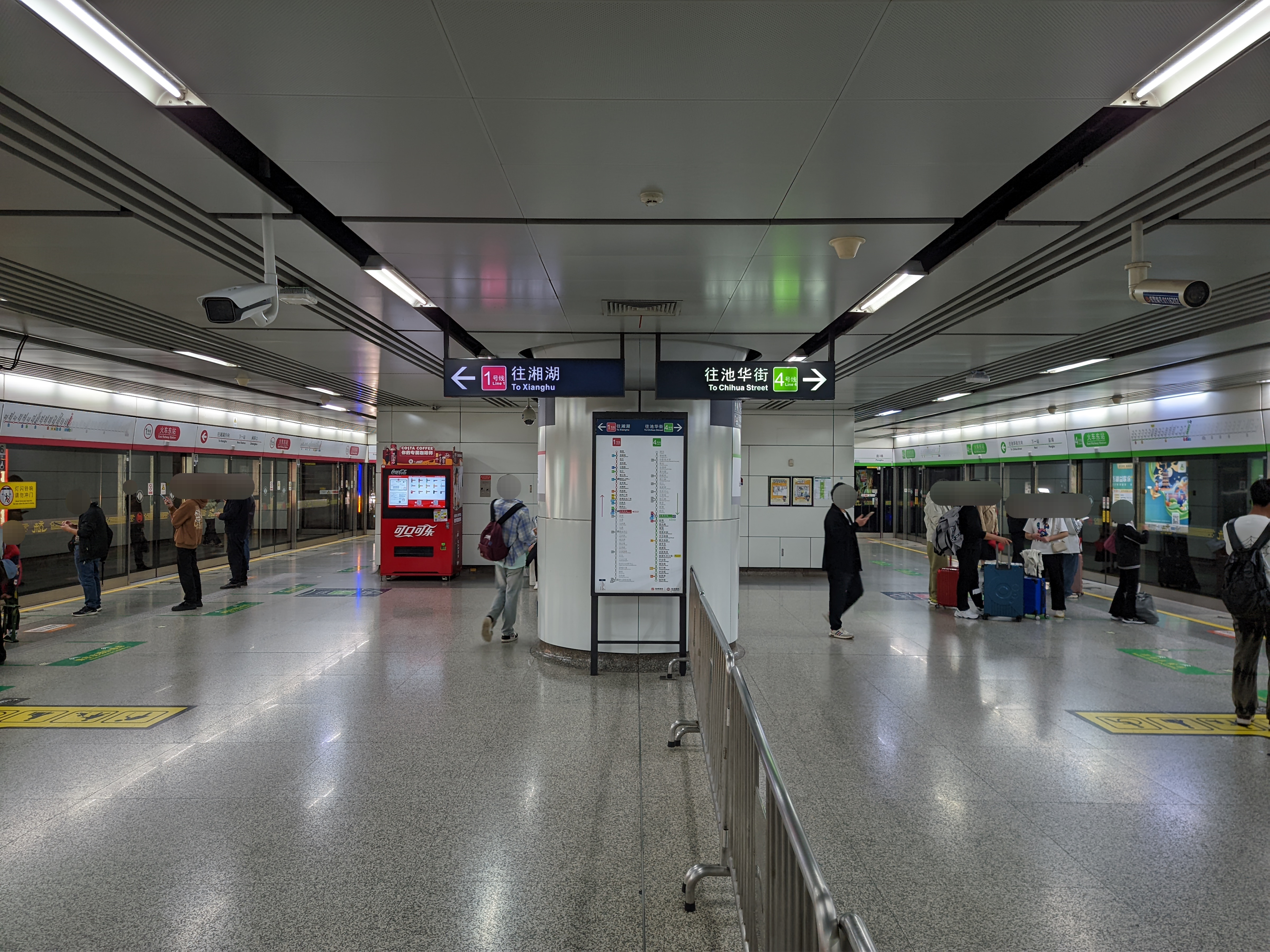
杭州火车东站站同台换乘站台，左侧为1号线，右侧为4号线

杭州地铁武林廣場站和西湖文化廣場站是1號線與3號線的一組跨月台轉車站，武林廣場站為反向，西湖文化廣場站為同向，兩者均采用叠島式月台設計。火车东站站和彭埠站是1号线與4号线的一組跨月台轉車站，火車東站站為反向，彭埠站為同向；客运中心站是1號線與9號線的同向跨月台轉車站；钱江路站是2号线和4号线的同向跨月台轉車站；火車西站站是3號線與19號線的同向跨月台轉車站；西溪湿地南站可實現3號線主線和支線的同向跨月台轉車（未來支線將拆解為14號線）；觀音塘站是7號線與9號線同向跨月台轉車站；綠汀路站可實現3號線與16號線的同向跨月台轉車；以上合計8座車站全部都是雙島四線同層的構造。新天地街站是3號線與4號線的反向跨月台轉車站；中醫藥大學站是4號線與6號線的同向跨月台轉車站；美院象山站可實現6號線主線和支線的同向跨月台轉車（未來支線將拆解為12號線）；這三座車站采用叠島式月台。
黃龍洞站起先設計為3號線與環湖線的雙島四線跨月台轉車站，但環湖線的規劃遭到取消，原先為環湖線預留的路軌空間被填平，成為月台的一部分。受制於車站位置對可行走的線位的影響，且3號線西側在離開本站後急轉彎（導致預留路線無法上跨／下穿3號線路軌），本站的預留空間或許永遠不會使用。

#### 廣州及佛山

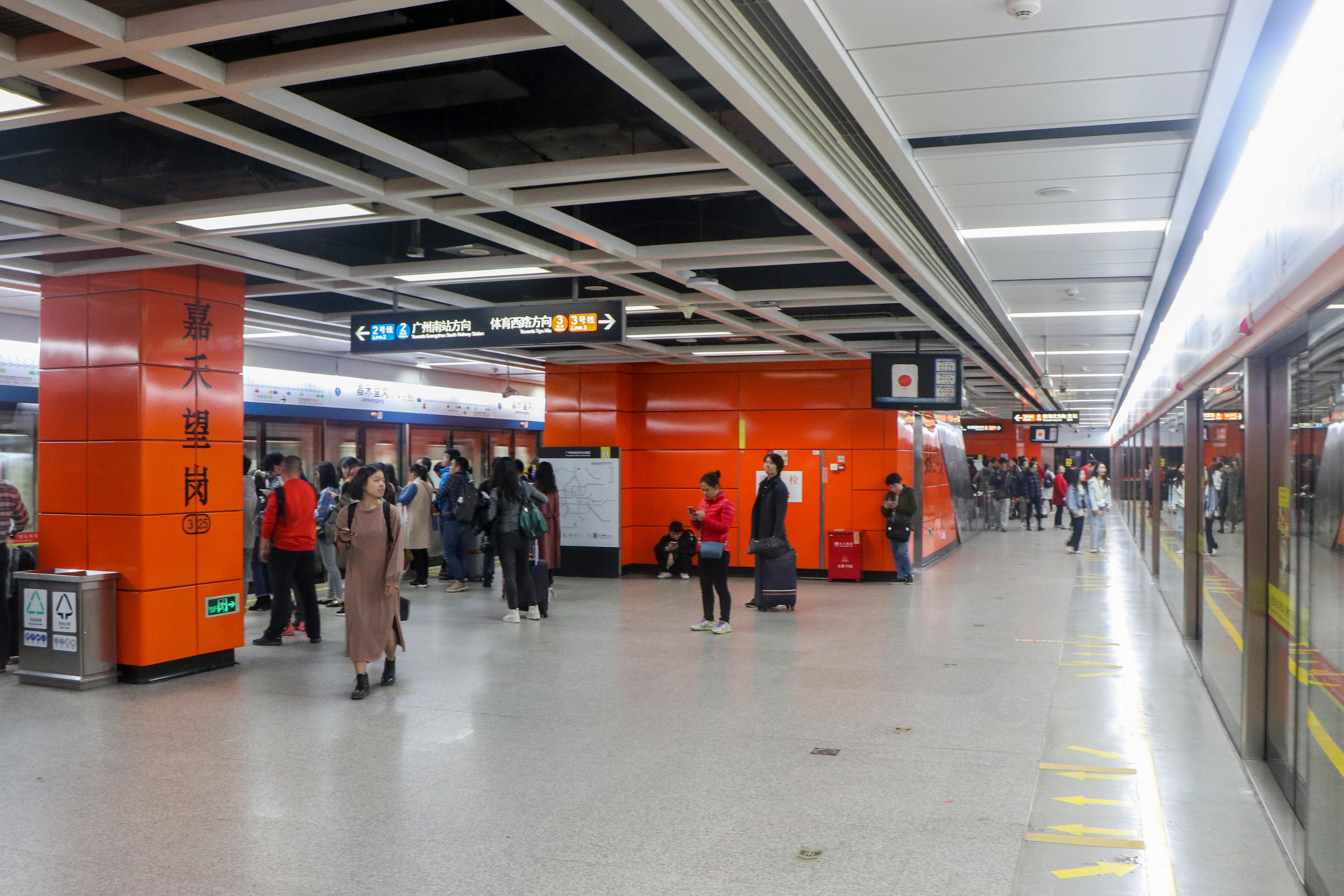
嘉禾望崗站2號綫、3號綫順向同台換乘，為中國内地首例，左側為2號綫廣州南站方向，右側為3號綫海傍方向

目前，广州地铁与佛山地鐵已开通9个跨月台转车站，包括廣州2號線与廣州3号線换乘的嘉禾望岗站（中國内地首個跨月台轉車站），廣州8号线与广佛线换乘的沙园站，廣州2号線与廣州7號線换乘的广州南站，廣州11号線与廣州12号線换乘的赤沙站，廣州11号線与廣州21号線换乘的天河公园站，廣州14号線与廣州21号線换乘的鎮龍站，廣州18號線與廣州22號線换乘的番禺廣場站，廣州7號線與佛山3號線换乘的北滘公園站，以及佛山2號線與南海有軌電車1號線换乘的林岳西站。
廣州地鐵的體育西路站也成為3號線主線和支線的跨月台轉乘站，新和站則是14號線主線與知識城支線的跨月台轉乘站。18號線與22號線預定在方石站和白雲城市中心站跨月台轉乘。11號線預定與13號線在彩虹桥站跨月台轉乘。6號線預定將拆分植物园站以東給20號線，並在該站預留跨月台轉乘。13號線預定在新塘站與16號線跨月台轉乘。8號線江府站預留與24號線跨月台轉乘。12號線預定在广州白云站與24號線跨月台轉乘，在赤岗塔站與28號線跨月台轉乘。廣佛環線可在番禺站與广惠城際鐵路跨月台轉乘，可在花都站與廣清城際鐵路跨月台轉乘。
佛山地鐵方面，2號線張槎站與智慧新城站都預留與4號線的跨月台轉乘（换乘方式类似港鐵的觀塘綫及荃灣綫的太子站及旺角站）。3號線季华六路站預定可與4號線跨月台轉乘。

#### 深圳
在深圳地鐵二期系統裡的老街站和黃貝嶺站為跨月台转车站的設計，其中老街站原为侧式叠式月台，深圳地鐵3号綫开通后，原来1号綫南面的侧式月台被关闭，而在北面增建岛式月台，形成島式疊式月台；黃貝嶺站是2号綫和5号綫的轉乘站。三期系統通車後，新建的紅樹灣南站和車公廟站亦是跨月台轉車站，其中紅樹灣南站為9号綫與11号綫的轉乘站，而车公庙站中香蜜湖路下的月台則是7号綫與9号綫的轉乘站。7號線黃木崗站與14號線的跨月台轉乘。9號線南油站與12號線的跨月台轉乘。11號線在14號線開通後延長至崗廈北站與14號線跨月台轉乘。13號線光明城站預計與6號線支線（以及直通的東莞軌道交通1號線）跨月台轉乘。14號線在大運站跨月台轉乘16號線，在坳背站跨月台轉乘21號線。

#### 西安
西安地鐵4號線與14號線的西安北站可以跨月台轉乘，1號線、6號線與9號線的紡織城站亦可跨月台轉乘，6號線還在省體育館站與8號線跨月台轉乘。8號線在幸福林带北站預留跨月台轉乘條件。

#### 成都

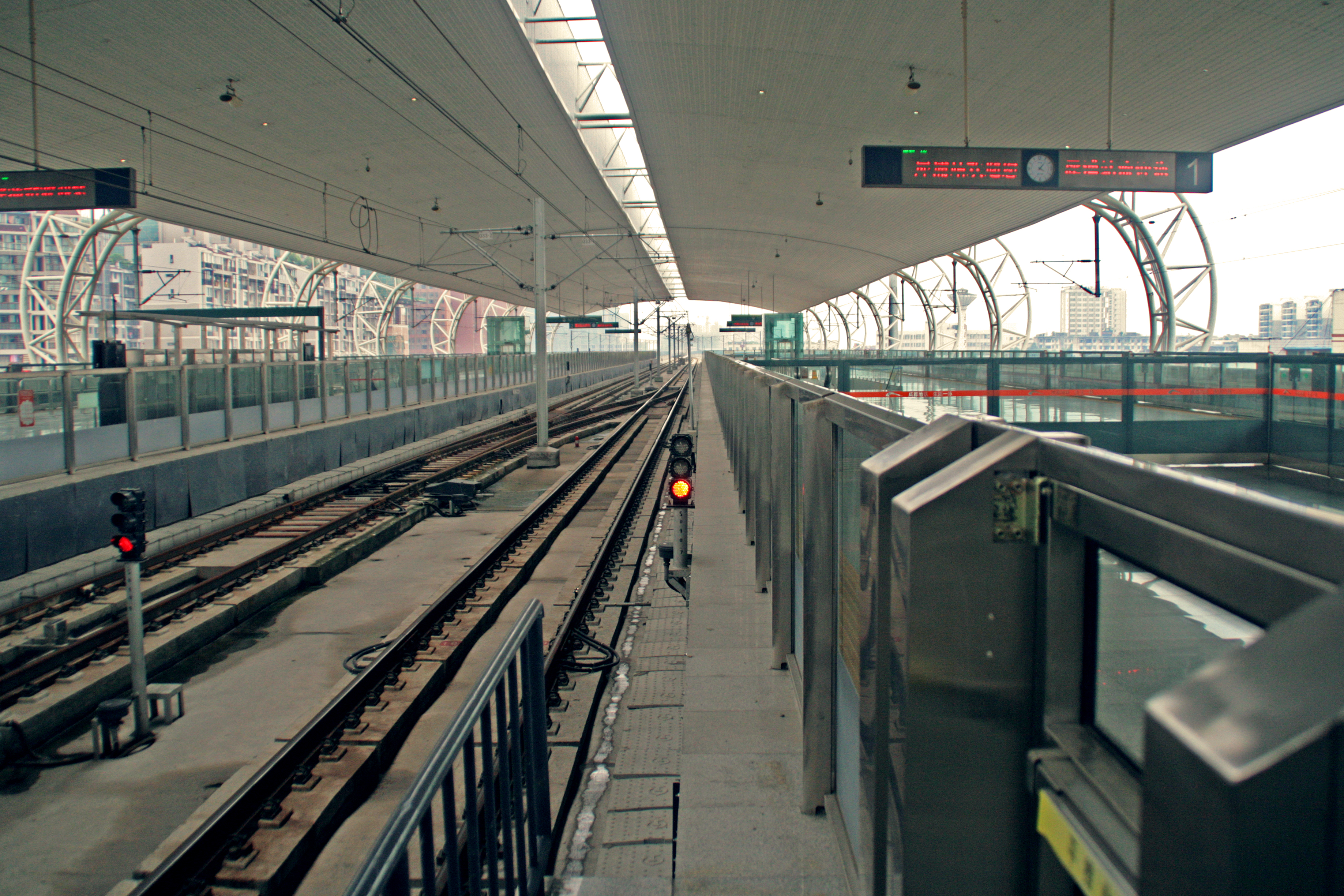
成都犀浦站的同台换乘，位于中间的复线铁路为成都地铁下属成都地铁2号线，两侧的复线铁路为国铁下属成灌铁路。

成都地铁运营的成都地铁2号线和国铁成灌铁路于犀浦站同台换乘。这是中国大陸首个城市轨道交通与国家铁路同台换乘的案例。同时，成都地铁2号线与4号线在中医大·省医院站同台换乘，太平园站10号线与3号线进城方向同台换乘，5号线与6号线在西北桥站反向同台换乘。成都市域鐵路S3線与18号线在福田站同向同台换乘，17號線與19號線在九江北站跨月台轉車。

#### 重慶
重慶軌道交通5號線與6號線在冉家壩站和大龍山站都可以跨月台轉乘。王家莊站可供國博線與10號線跨月台轉車。重慶西站提供環線與5號線的跨月台轉車，而民安大道站則提供環線與4號線的跨月台轉車。碧津站可讓3號線主線和支線的乘客跨月台轉車。禮嘉站可讓6號線主線和支線的乘客跨月台轉車。4號線在保稅港站與9號線跨月台轉車。6號線在江北城站與9號線跨月台轉車。10號線在上灣路站與9號線亦可跨月台轉車。

#### 武汉

中南路及洪山广场站连续同台换乘示意图

武汉地铁系统中跨月台转车站较为普遍。得益于设计的前瞻性，系统之中共有五个此类型车站。武汉地铁2号线与4号线的洪山广场站与中南路站皆为“跨月台转车站”，可进行“连续同台换乘”。为了方便去行及回行两个方向两条线路的换乘，这两个车站设计成了以其中一个车站进行去行方向换乘，而另一个车站进行回行方向的换乘。换乘方式类似港鐵的觀塘綫及荃灣綫的太子站及旺角站。
除了洪山广场站、中南路站连续同台换乘站之外，2號線與3號線的宏图大道站、4號線與6號線的钟家村站和3號線和7號線的香港路站均采用了这种换乘形式。

#### 南京

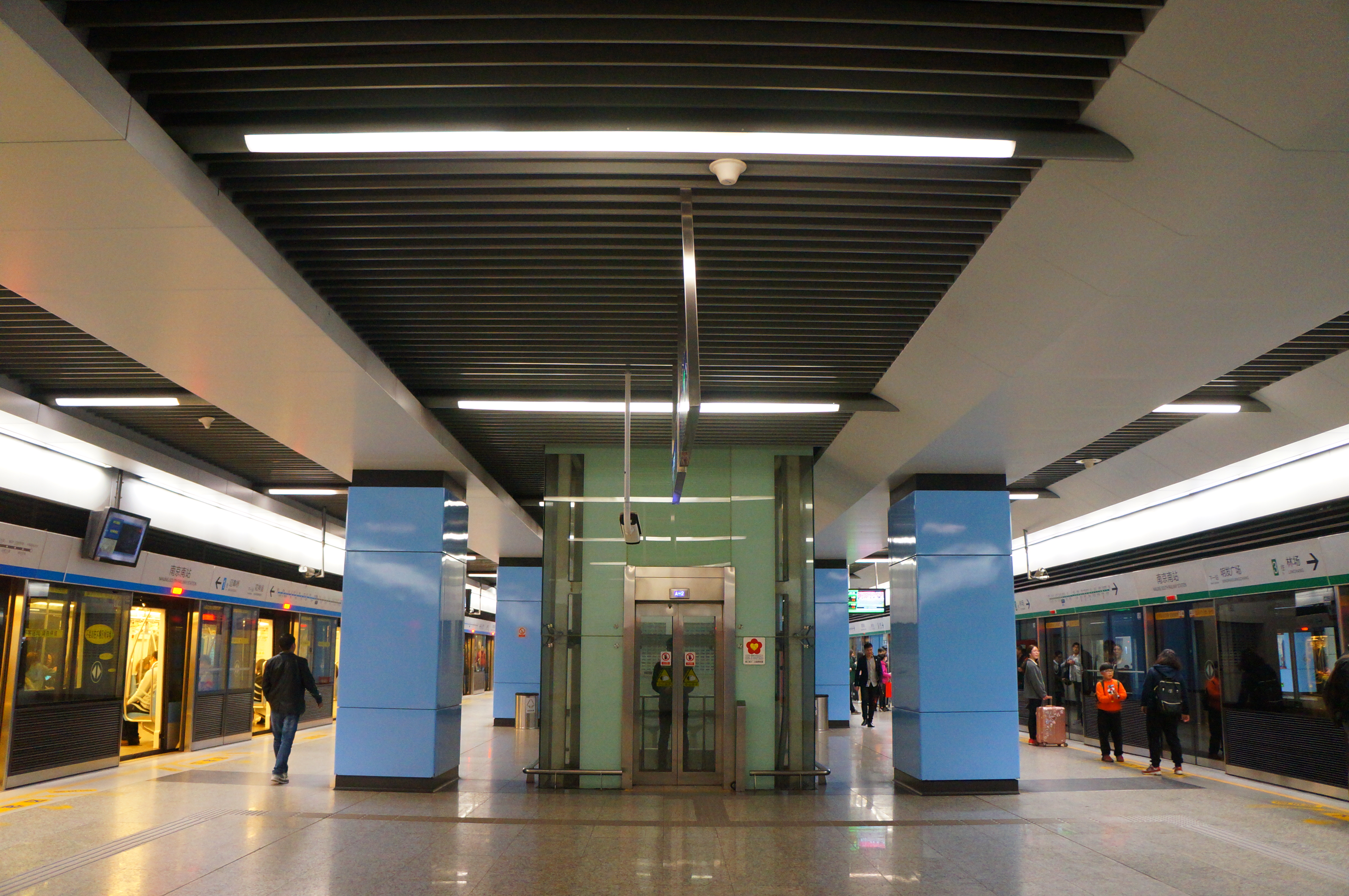
南京地铁1号线与3号线在南京南站实施同台换乘

1号线与3号线可在南京南站进行同台换乘，S1号线与S3号线也可在南京南站同台换乘，S1号线与S9号线在翔宇路南站同台换乘，S1号线与S7号线在空港新城江宁站同台换乘。另外安德門站在1號線拆解前是主線和支線的跨月台轉乘站，支線拆解給10號線後另建新月台，該跨月台轉乘自此不復存在。其中最有特色的当属空港新城江宁站，这里拥有全系統十分罕见的单岛同台换乘，通过两组单渡岔道、一西一东的方式，实现S1号线在车站以西、S7号线在车站以东的站前折返功能，而S1、S7号线的跨线车通过道岔直线通过车站。

#### 寧波
目前寧波並沒有跨月台轉乘站。不過建設中的7號線將在小洋江站與規劃中的12號線跨月台轉乘，並將成為寧波第一個跨月台轉乘。

#### 苏州
西津桥站和唐庄站是3号线和8号线的同台换乘站、红庄站是4号线和7号线的同台换乘站。

#### 郑州
郑州地铁目前有2座使用中的同台换乘站，分别为郑州东站（5号线与8号线）和张家村站（4号线与7号线）。
另外，十八里河站为郑州地铁第一个建成的同台换乘站，但目前并未作为换乘站使用，未来则规划为2号线与9号线的换乘站，但因目前城郊线（9号线首通段）与2号线贯通运营，暂时只启用2号线站台。
- 这三个车站均为双岛式站台。
- 对于十八里河站，2号线使用内侧的2·3站台，9号线使用外侧的1·4站台。9号线处于规划中。十八里河站亦为2号线的设计终点站，车站南端设有2号线折返线。（目前2号线终点站为南四环站）
- 对于郑州东站，5号线使用外侧的3·6站台，8号线使用内侧的4·5站台。（1号线为单独的岛式站台[1·2站台]，与3～6站台之间有换乘通道连接）。
- 对于张家村站，4号线使用内侧的2·3站台，7号线使用外侧的1·4站台。

#### 青岛
青岛地铁1号线与6号线可在王家港站同台换乘，也可在兴国路站与7号线同台换乘。2号线与3号线可在五四广场站同台换乘。8号线可在青岛北站与3号线同台换乘，在红岛科技馆站与9号线同台换乘，在红岛火车站与12号线同台换乘。12号线与13号线可在嘉陵江西路站进行同台换乘。

#### 南宁
南宁地铁1号线与南宁地铁2号线可在火车站与朝阳广场站双同台换乘。埌东客运站是1號線與6号线預留的跨月台轉乘站。

#### 昆明
昆明地铁1号线与2号线在环城南路站以及昆明火车站同台换乘（目前两线贯通运营，拆解后将同台换乘）。2022年5号线开通后在火车北站与4号线同台换乘。

#### 福州
福州地铁1号线与福州地铁6号线可在梁厝站进行同台换乘。帝封江站是4号线与5号线的跨月台轉車站。

#### 大連
大連地鐵1號線与12號線可在河口站跨月台轉乘。開發區站目前是大連地鐵3號線主線和支線的單向跨月台轉車站，13號線完工後將改為與該線的跨月台轉車站。

#### 合肥
合肥地铁1号线与合肥地铁5号线可在合肥南站进行同台换乘。

#### 长春
长春轨道交通3号线与4号线可在伪满皇宫站进行顺向同层分离岛式同台换乘。3号线终点站与4号线往天工路站方向共用岛式站台，3号线往长影世纪城站方向与4号线往长春站北站方向共用岛式站台，形成环线顺接的格局。在建车站中，5号线与10号线湖西路站为叠岛式同台换乘，2号线与9号线赵家岗东站为同层分离岛式同台换乘。

#### 首爾

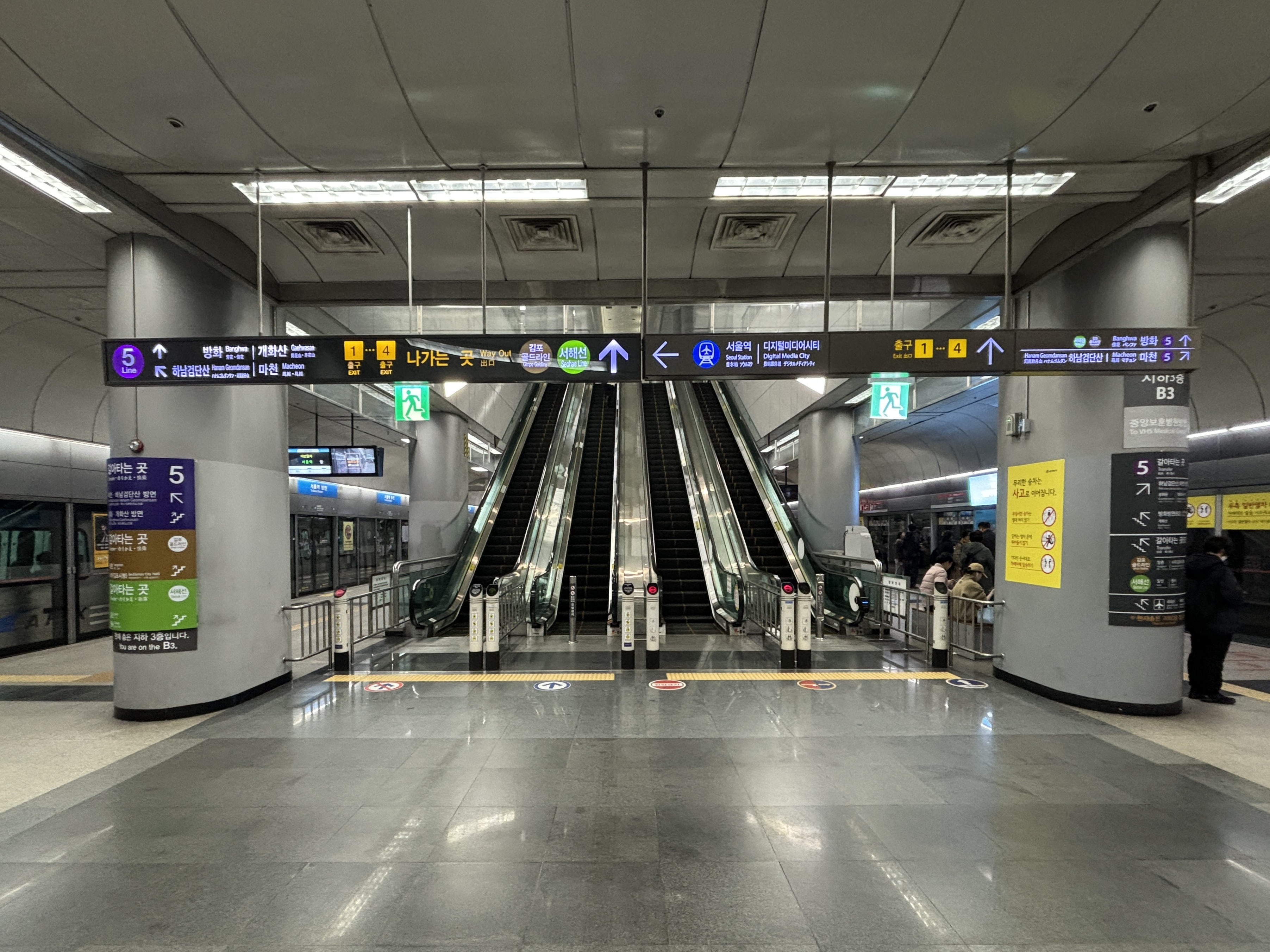
韓國金浦機場站之首爾地鐵9號線、仁川國際機場鐵道共用轉乘月台

韓國首都圈電鐵衿井站提供1號線各停列車和4號線所有列車的跨月台轉乘。而金浦机场站亦提供首爾地鐵9號線所有列車和仁川國際機場鐵道普通列車的跨月台轉乘。

#### 吉隆坡

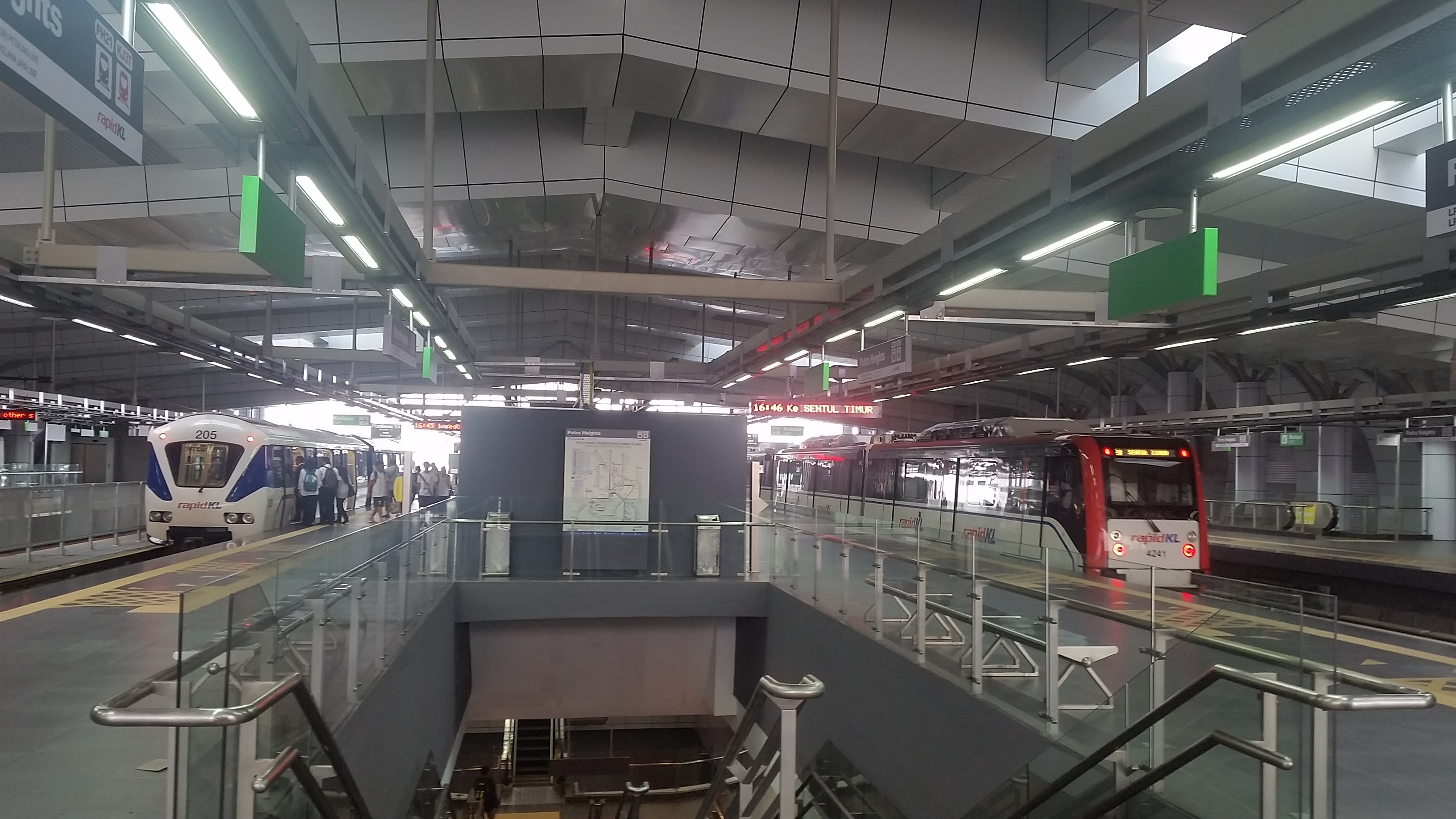
布特拉高原站同台换乘站台，左侧为格拉那再也线、右侧为大城堡线

布特拉高原站是大城堡线（4号线）和格拉那再也线（5号线）之间的同台换乘站，而陈秀连站则是安邦线（3号线）和大城堡线（4号线）之间的同台换乘站。
桂莎白沙罗站是加影线（9号线）和布城线（12号线）之间的“同台”换乘站之一。由于改站离双溪毛糯机厂最近，所以该站同时是这两条线的终点站。该站有双层月台，上层月台为加影方向，从同层的布城线转乘；下层月台为布城方向，也是从同层的加影线转乘。列车抵达终点站时，会暂停载客服务，并开往另一楼层继续载客，加影线的列车将开往上层月台；而布城线的列车将开往下层月台。
敦拉萨国际贸易中心站是另一个加影线（9号线）和布城线（12号线）之间的双层同台换乘站。上层月台所前往的方向为加影线的加影站(一号月台)和布城线的布城中央车站(三号月台)；下层月台所前往的方向皆为桂莎白沙罗站，但加影线会途经武吉免登站、中央艺术坊站、国家博物馆站、万达广场站，而布城线会途经康莱站、安邦购物中心站、蒂蒂旺沙站、美娜园站。

#### 曼谷
曼谷大眾運輸系統的暹羅車站是一座高架的跨月台轉車站，提供是隆線及素坤逸線的順向跨月台轉乘。

### 歐洲

#### 倫敦

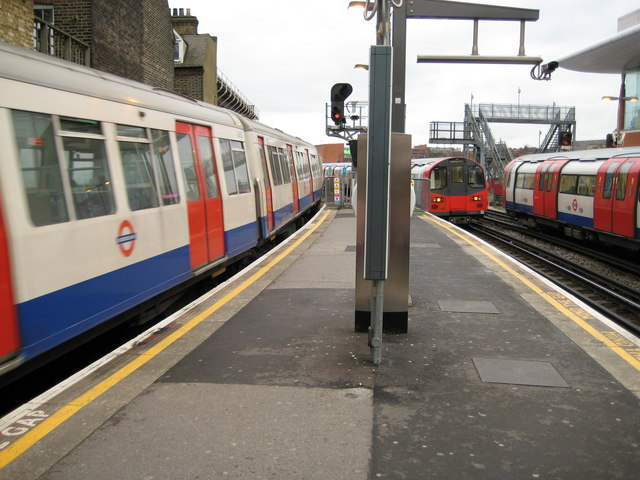
芬奇利路站的跨月台轉乘

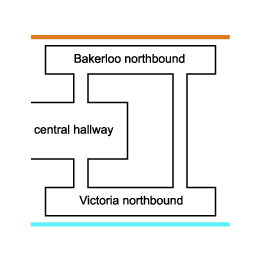
貝克盧線與維多利亞線在牛津圓環站的跨月台轉乘

若干車站可進行快慢車的跨月台轉乘，芬奇利路站提供大都會線與銀禧線的跨月台轉乘。阿克頓鎮站、男爵宮站、特南綠地站及漢默史密斯站都設有皮卡迪利線和區域線的跨月台轉乘。哩尾站提供區域線、漢默史密斯及城市線與中央線的跨月台轉乘。
斯特拉福德站提供中央線與橫貫鐵路伊利沙伯綫的跨月台轉乘。
斯托克韋爾站與尤斯頓站分別提供維多利亞線與北線兩條支線的跨月台轉乘，牛津圓環站提供維多利亞線與貝克盧線的跨月台轉乘，維多利亞線芬斯伯里公園站則可跨月台轉乘皮卡迪利線，同線高貝利及伊斯靈頓站則可跨月台轉乘北城市線。貝克街站提供貝克盧線與銀禧線的跨月台轉乘。

#### 巴黎
巴黎地鐵的拉莫特-皮凯-格勒内勒站可供8號線和10號線跨月台轉乘。路易·布朗站可供7號線和7號線支線跨月台轉乘。夏爾·戴高樂-星形站1號線僅東行月台可與6號線終點進行跨月台轉車，西行月台則不然；巴黎東站於5號線及7號線間僅北行月台提供跨月台轉車服務，兩線之南行月台則不然。
沙特莱-大堂站提供RER A與RER B的跨月台轉乘，巴黎北站提供RER B和RER D的跨月台轉乘。

#### 柏林
柏林城市快鐵在柏林東站、苗圃路車站、柏林舍訥韋德車站、博恩霍爾姆街車站、柏林健康泉車站、柏林特雷普托公園車站及柏林-萬湖車站都提供跨月台轉乘。
柏林地鐵6號線梅林壩路站可與7號線跨月台轉乘，4號線可在諾倫多夫廣場站與1號線和3號線跨月台轉乘，2號線維滕貝格廣場站可與3號線與出城方向的1號線提供跨月台轉乘。
另外，柏林武勒塔爾車站可提供柏林城市快鐵5號線與柏林地鐵5號線的跨月台轉乘。
贞女荒原站起初設計提供柏林地鐵7號線與柏林地鐵5號線往泰格爾機場延長線的跨月台轉乘，然而由於最終決定關閉泰格爾機場並由柏林勃蘭登堡機場取代，計劃最終放棄。5號線其中一部分隧道目前用作柏林消防員的拯救訓練場地。城堡街站亦有提供柏林地鐵9號線和從未實現的柏林地鐵10號線的跨月台轉乘。

#### 波鴻
波鴻的輕軌和電車網絡中，波鴻火車總站提供輕軌35號線與電車302、310線的跨月台轉乘。

#### 科隆
科隆城鐵唯一的跨月台轉乘站位於艾伯特廣場站，乘客可在高地台和低地台路線共用的島式月台轉車。

#### 杜伊斯堡
杜伊斯堡準地鐵網絡設有兩個跨月台轉乘站，杜伊斯堡火車總站可作順向跨月台轉乘，而亨利一世廣場站則作逆向跨月台轉乘。

#### 杜塞爾多夫
杜塞爾多夫準地鐵在杜塞爾多夫火車總站與海因里希·海涅巷站之間設有四條軌道，各站都設有兩個島式月台作順向跨月台轉乘。而該兩站的月台平行，兩月台建於上下兩層。

#### 埃森
埃森準地鐵設有兩個車站可作跨月台轉乘，分別在埃森火車總站與埃森市政廳站，其中埃森火車總站的跨月台轉乘為標準軌的準地鐵路線與米軌的電車路線跨月台轉乘。

#### 美因河畔法蘭克福
在炮兵大本營站，法蘭克福的市郊列車除S7線以外的S1至S9線與法蘭克福準地鐵6號線和7號線各方向共用同一個月台，市郊列車使用的內側月台比準地鐵使用的外側月台要長得多。另外，準地鐵在法蘭克福火車總站起初亦作為法蘭克福準地鐵各路線的跨月台轉乘站，但現在只用作4號線和5號線的共線段。

#### 漢堡
漢堡地鐵在巴爾姆貝克站提供漢堡地鐵3號線的環線和支線的跨月台轉乘，柏林門站提供2號線、3號線與4號線的跨月台轉乘，凱靈胡森街站以及萬茨貝克-花園城站提供1號線與3號線的跨月台轉乘，所有的跨月台轉乘皆有時刻表同步方便轉乘。
另一個跨月台轉乘站位於地鐵1號線西北端終點站諾德施泰特中站，當中地鐵使用外側軌道，而中間軌道則為AKN私營鐵路公司營運非電氣化市郊鐵路A2線。
漢堡城市快鐵在漢堡-阿爾托納車站與漢堡火車總站設有跨月台轉乘，方便五條支線的四條都可以跨月台轉乘進城。

#### 漢諾威
漢諾威準地鐵設有兩個跨月台轉乘站，漢諾威火車總站和阿吉定門廣場站。

#### 魯爾河畔米爾海姆
米爾海姆大置位於萊茵-魯爾準地鐵網的中央，可在米爾海姆火車總站跨月台轉乘。

#### 慕尼黑
慕尼黑地鐵在沙伊德廣場站提供2號線和3號線的跨月台轉乘，因斯布魯克環路站提供2號線和5號線跨月台轉乘，兩站的列車都同步到站方便轉乘。
慕尼黑-新佩拉赫南站是慕尼黑地鐵和慕尼黑城市快鐵的結合車站原初計劃在兩個方向都興建跨月台轉乘。然而慕尼黑城市快鐵在該處仍為單線鐵路，故此只能作為慕尼黑地鐵5號線與慕尼黑城市快鐵7號線進城方向的跨月台轉乘。理論上也可進行列車同步，不過該站沒有進行同步。
慕尼黑城市快鐵網絡中，慕尼黑-西十字站、慕尼黑-吉興車站、慕尼黑-萊姆畔山站與慕尼黑機場訪客公園站都可提供兩條支線的跨月台轉乘。計劃中連接中央繞道與幹線的同方向跨月台轉乘還有慕尼黑-萊姆車站與慕尼黑洛伊希滕貝格環路站。
在慕尼黑唐納斯貝格橋站，慕尼黑城市快鐵7號線、27號線與BOB列車與幹線可進行同方向跨月台轉乘，但並不同步。不過幹線的城市快鐵列車最頻密，除7號線外全部每2至6分鐘1班，包括7號線則為2至4分鐘1班。
慕尼黑東站自2004年起，由羅森海姆、米爾多夫開出的列車可與慕尼黑城市快鐵往埃伯斯貝格、埃爾丁和慕尼黑機場方向列車進行跨月台轉乘。
由於慕尼黑城市快鐵部分在國鐵路線上運行，故與通勤鐵路列車的跨月台轉乘還可在弗賴辛、彼得斯豪森、蓋爾滕多夫、格拉芬與馬克特施瓦本進行。

#### 紐倫堡
紐倫堡地鐵設有一個1號線、11號線、2號線、21號線與3號線的跨月台轉乘站，位於地下的廣場站，出城月台位於進城月台上方。

#### 阿姆斯特丹
阿姆斯特丹地鐵在凡德馬德路站（Van der Madeweg）設有50號線和53號線的跨月台轉乘，阿姆斯特丹南站（Amsterdam Zuid）亦設50號線和52號線的跨月台轉乘。除此以外，阿姆斯特爾車站（Amstel）提供地鐵（51、53、54號線）與鐵路間的跨月台轉乘。

#### 哥本哈根
哥本哈根市郊鐵路在海勒魯普站提供F線環線與B線、C線和E線的跨月台轉乘。

#### 斯德哥爾摩
在斯德哥爾摩地鐵中，可行跨月台轉乘的車站有地鐵中央站（T-Centralen）、老城站（Gamla stan）及斯魯森站（Slussen） ，三者皆為紅線、綠線間的換乘站，並且彼此相鄰。其中地鐵中心站月台提供逆向轉乘的服務，而後兩者設有順向轉乘月台。
此外，在阿爾維克站，則設有地鐵綠線和Nockebybanan路面輕軌之間的平面轉乘島式月台，該站因此成為斯德哥爾摩西部重要的郊區轉運站之一。

#### 米蘭
米蘭地鐵卡多爾納FN站是1號線與2號線的轉乘站。各線停靠同側的側式月台。因此1號線北行月台與2號線南行月台可作跨月台轉乘。其他轉乘均需通過上層夾層。

#### 馬德里
馬德里地鐵一般在市區段和郊區段轉乘站使用跨月台轉乘，分別在7號線奧林匹克體育場站、9號線阿爾甘達港站與10號線三橄欖站。在田園之家站，5號線與10號線跨月台轉乘，5號線以中央軌道為終點，10號線月台則在兩側。在皮奧王子站，6號線與10號線兩個方向共用一個島式月台。其他跨月台轉乘站只能進行單向跨月台，如1號線與4號線的查馬丁松林站。

#### 巴塞隆拿
截至2011年，巴塞隆拿地鐵只在新特立尼達站提供4號線與11號線的跨月台轉乘，兩線共用各一側的島式月台。

#### 里斯本
里斯本地鐵有兩個車站設有跨月台轉乘，皆為一島兩側式月台，其中的島式月台作為進城方向的跨月台轉乘，分別是下城-基亞多站（藍線與綠線）與大坎波站（綠線與黃線）。其他方向不能跨月台轉乘。
里斯本通勤鐵路在辛特拉線與阿贊布亞線可進行跨月台轉乘。

#### 維也納
維也納地鐵在倫根費爾德斯站設有4號線與6號線的跨月台轉乘站，並設有列車同步。2號線延長以前與4號線共用月台層，2號線月台位於中央而4號線月台位於兩側。起初設月台層計劃用作合併2號線與4號線，並設有兩個島式月台和4條軌道，但在2號線延長後已經將兩個月台合併。

#### 莫斯科

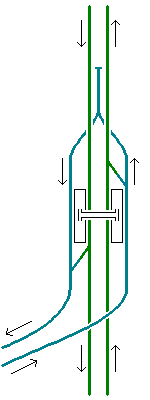
卡希拉站跨月台轉乘與軌道配置示意圖

在莫斯科地鐵中，以下車站內有跨月台轉車的設計，而且全部為同方向跨月台轉乘：
- 中國城站：6號線與7號線
- 特列季亞科夫站：6號線與8號線（終點站）
- 昆采沃站：4號線（終點站）僅可與3號線的北向列車進行跨月台轉乘
- 卡希拉站：2號線與11號線（終點站）
- 勝利公園站：3號線和8號線
- 彼得羅夫-拉祖莫夫站：9號線與10號線
- 下諾夫哥羅德站：大環線與內克拉索夫卡線

#### 聖彼得堡
聖彼得堡地鐵的科技學院站提供基洛夫-維堡線與莫斯科-彼得格勒線同向跨月台轉乘，而運動站為島式疊式月台，預定作為伏龍芝-海濱線與環線的跨月台轉乘站，不過後者尚未建造。

#### 下諾夫哥羅德
下諾夫哥羅德地鐵莫斯科站預定提供兩條地鐵線的跨月台轉乘站，在2012年以前，兩條地鐵線皆以此為終點站而且直通運行，故此當時不需要轉乘。1號線延長後啟用了跨月台轉乘。

### 大洋洲

#### 悉尼
悉尼地鐵西北線查士活站可與悉尼列車跨月台轉乘。

#### 奧克蘭
西線列車在新市場站使用中央軌道（同時服務兩個月台）以便與使用外側軌道的南線進行跨月台轉乘。

### 北美洲

#### 波士頓
波士頓地鐵橙線與綠線在波士頓北站設有祇限南行的跨月台轉乘。另外在肯莫爾站也設有跨月台轉乘，以便乘客選擇其中一條支線列車乘搭。

#### 芝加哥
芝加哥軌道交通網絡中，霍華德站、威爾遜站、貝爾蒙特站和富勒頓站都提供跨月台轉乘。

#### 澤西及紐瓦克

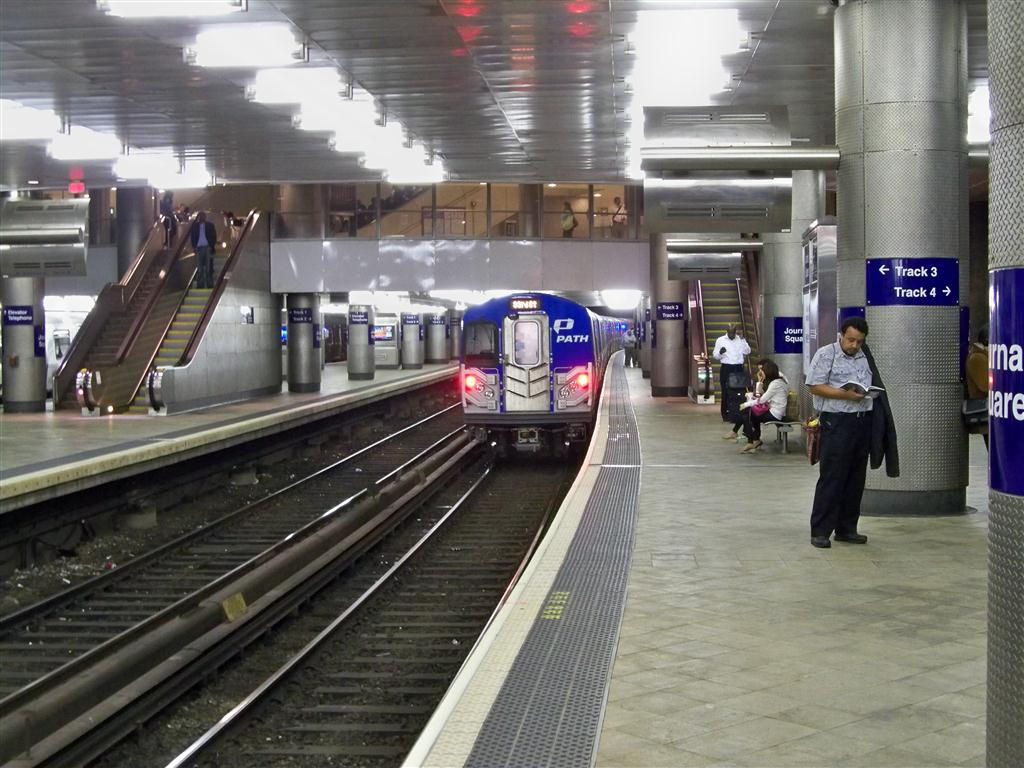
雜誌廣場的跨月台轉乘指示牌

PATH系統在澤西市和紐瓦克設有兩個跨月台轉乘站。在雜誌廣場轉運中心設有雜誌廣場－33街線、雜誌廣場－33街線 (經霍博肯)與紐瓦克－世界貿易中心線列車的跨月台轉乘。紐瓦克賓夕法尼亞車站設有紐瓦克－世界貿易中心線與新澤西交通往紐約的列車。同時也設有來自紐約的新澤西交通列車的跨月台轉乘。
紐新航港局過哈德遜河捷運與美鐵和新澤西交通列車亦可在紐瓦克賓夕法尼亞車站進行付費跨月台轉乘，容許乘客轉乘前往世界貿易中心。

#### 紐約

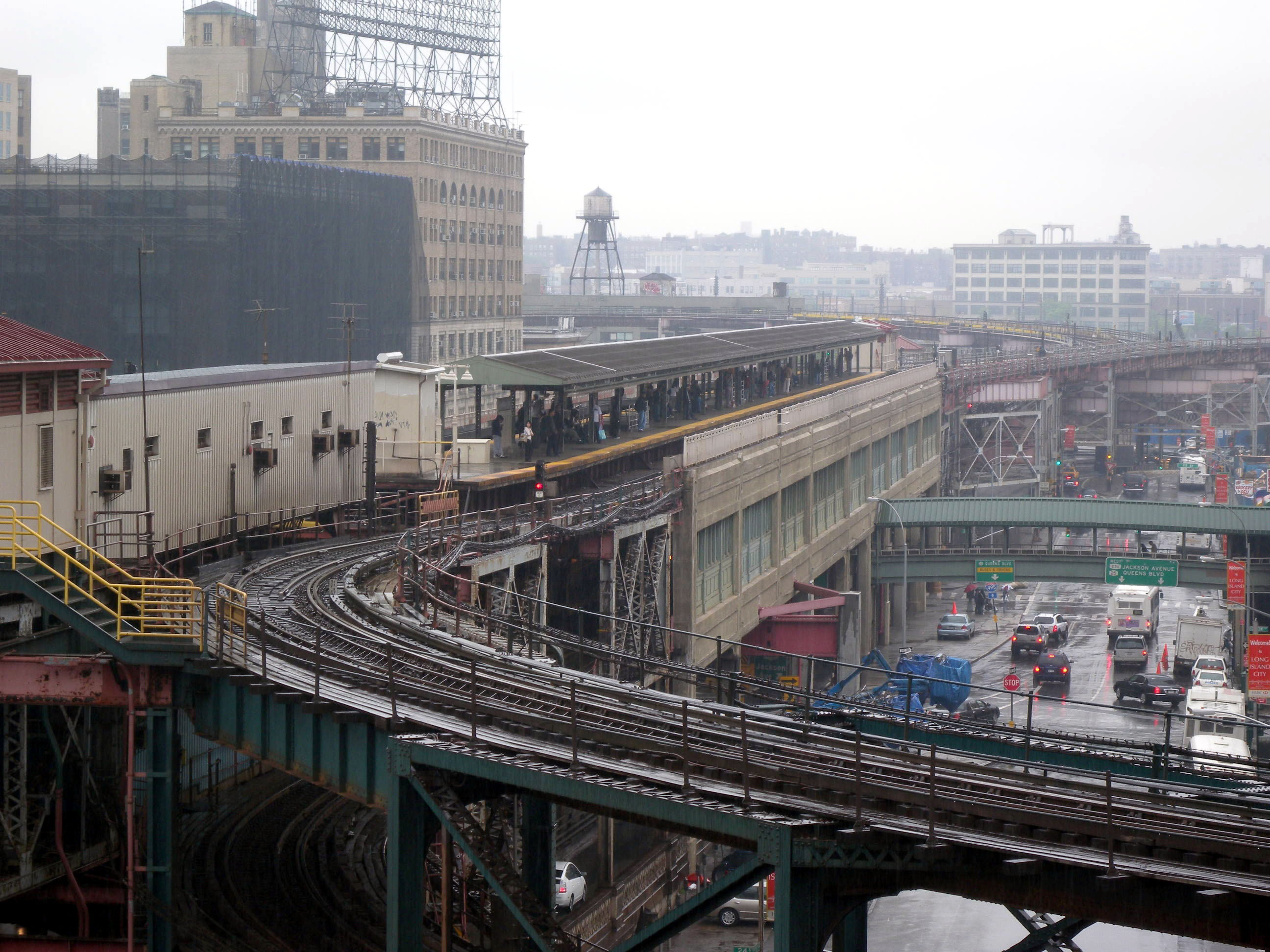
皇后區廣場站外觀

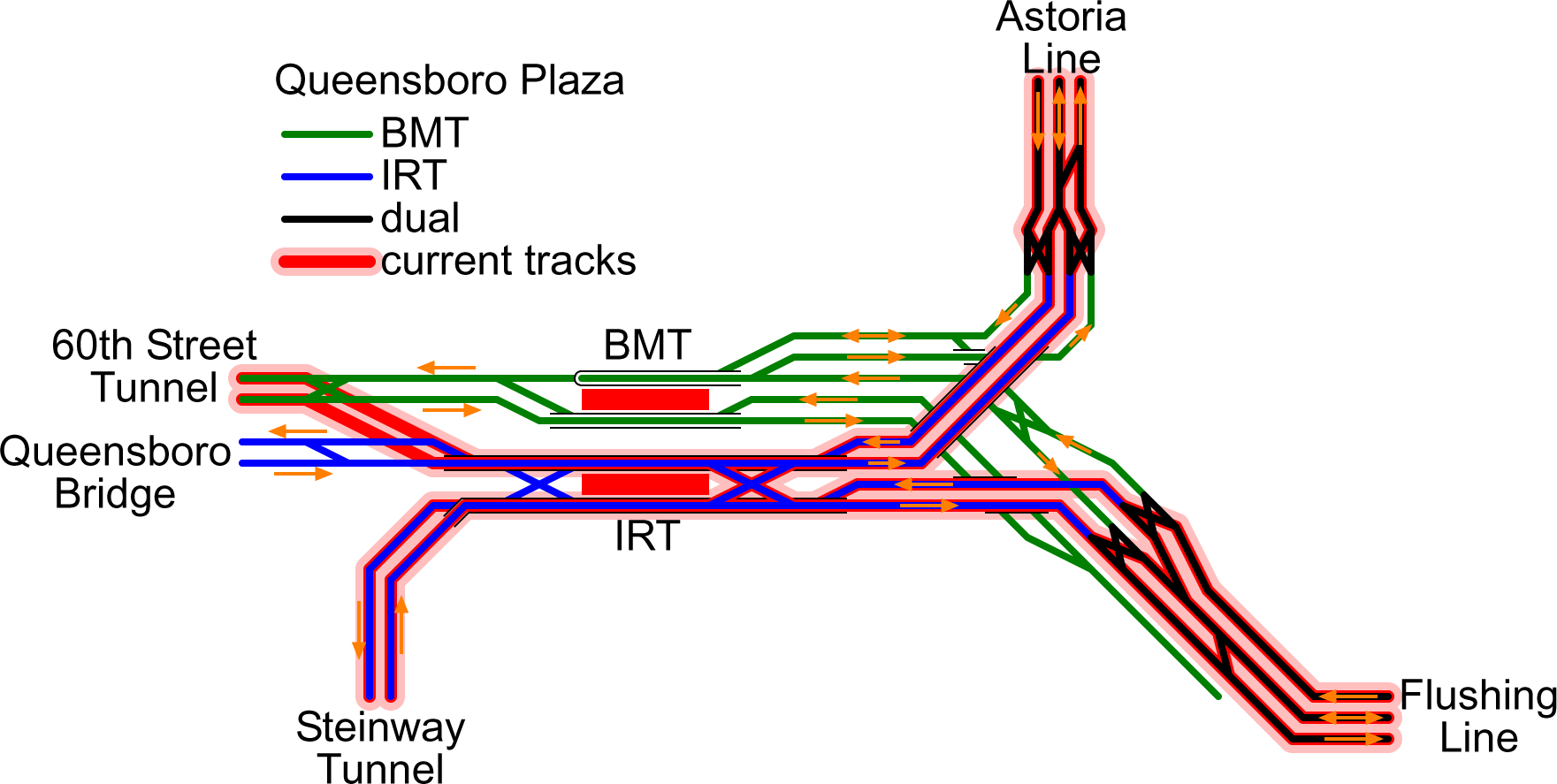
皇后區廣場站軌道圖

紐約地鐵的許多路線中都採用了四線鐵路（或三線）的設計，同一條路線上即可開行多種營運模式，因此紐約的同月台平行轉乘，有許多是針對同條路線中的快車（直達車）、慢車（各站皆停）間提供的跨月台轉乘服務。通常，外側軌道跑慢車、中央軌道則使快車得以通過其不停靠的普通車站，兩種軌道之間會設置島式月台，方便快慢車間的旅客互換。
除此之外，一些顏色相異的路線之間亦設有跨月台轉車站聯繫彼此。例如皇后區廣場車站的月台為IRT法拉盛線（7號線）及BMT阿斯托利亞線（N線、Q線）之間提供順向的同台轉車服務。位於布魯克林區的霍伊特-歇爾美角街車站則是IND跨區線（G線）及IND福爾頓街線（A線、C線）間的跨月台轉車站。萊辛頓大道-63街車站在紐約地鐵第二大道線通車後已成為跨月台轉車站。
長島鐵路的牙買加站有多個車種停靠。在繁忙時段，跨月台轉乘所需的時間甚至更能大為縮短，因為各列車間的水平轉乘動線，可以直接穿越停靠中央軌道、雙側開門的列車。

#### 費城
賓夕法尼亞州東南地區交通局寬街線在奧爾尼、伊利、吉拉德、春園、禮士-萬安、市政廳及核桃-皂莢都設有緩急接續的跨月台轉乘站。

#### 舊金山灣區
三個舊金山灣區捷運車站12街屋崙市中心站、19街屋崙站以及麥克阿瑟站設有安條克-三藩市國際機場／密爾布瑞線與貝里埃薩／北聖何塞-里奇蒙線北行列車設有跨月台轉乘，當中19街屋崙站是預定的轉乘站。麥克阿瑟站在南行亦可跨月台轉乘。
舊金山灣區捷運密爾布瑞站亦設有與加州列車北行的跨月台轉乘。另外在匹茲堡／灣角站以東設有舊金山灣區捷運與eBART的跨月台轉乘。

#### 蒙特婁

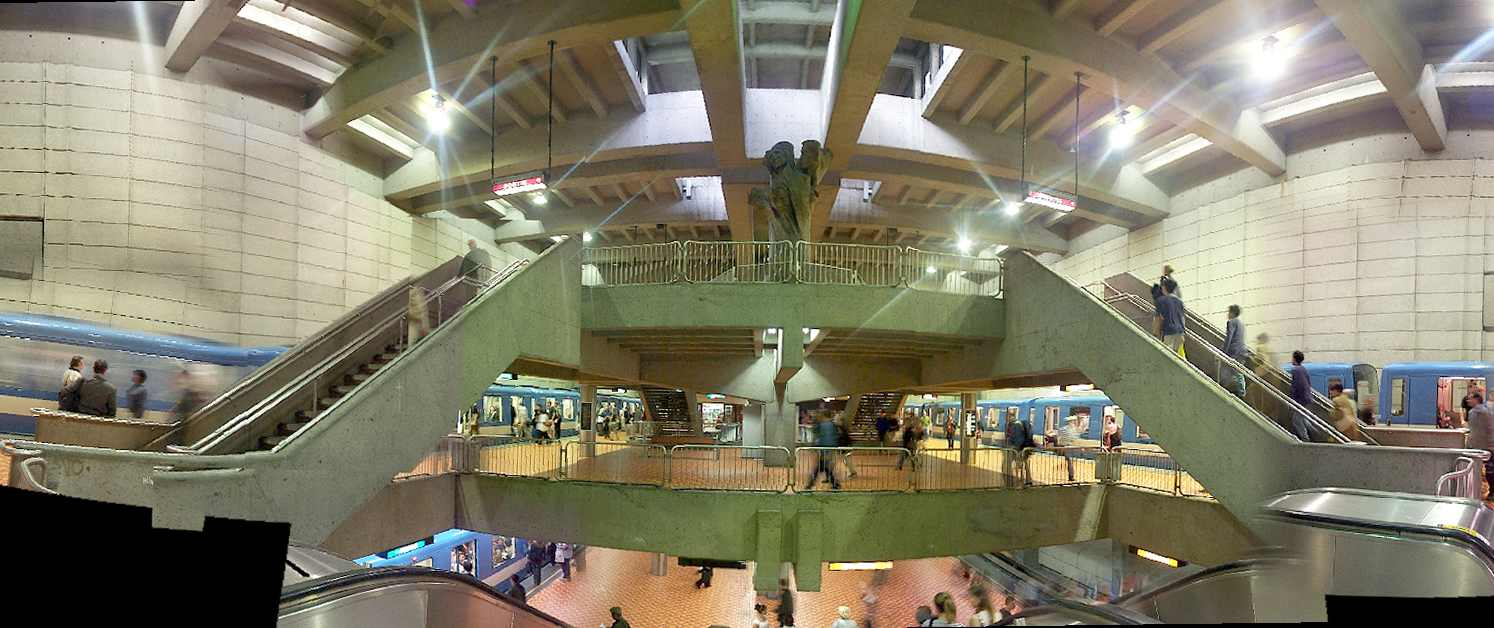
蒙特婁萊昂內爾·格魯站

蒙特婁地鐵設有兩個跨月台轉乘站。在萊昂內爾·格魯站，上層月台供橙線列車往蒙莫朗西站與綠線往安諾利·波格朗站跨月台轉乘進城，下層月台供橙線列車往禾度嶺站和綠線往安基翁站跨月台轉乘離城。
在斯諾登站，橙線月台往禾度嶺站與藍線終點站月台跨月台轉乘，而橙線往蒙莫朗西站與藍線往聖米歇爾站跨月台轉乘，導致轉乘乘客需要上下一層，降低效率。其設計原因是藍線原定計劃繼續向西南延伸，這樣的設計將可達致與萊昂內爾·格魯站一樣的效果。

#### 溫哥華
2016年12月，溫哥華架空列車洛歇鎮中心站擴建成為兩月台三線的車站，預備長青延線的通車。該線通車的前18個月，第三月台供東行列車使用，而島式月台南半部則供西行列車使用（千禧線列車以靠左行駛通過車站），此舉容許千禧線往溫哥華社區學院－克拉克站的列車跨月台轉乘博覽線往濱海站的列車。2018年6月25日，千禧線列車恢復靠右行駛，改為博覽線往生產路－大學站與千禧線往拉法基湖－道格拉斯站的逆向跨月台轉乘。

### 南美洲

#### 布宜諾斯艾利斯
米塞爾廣場站提供布宜諾斯艾利斯地鐵A線和市郊鐵路線薩緬多線的跨月台轉乘。A線和D線在五月廣場站有一個從未使用過的跨月台轉乘。另外還有三個已廢棄的跨月台轉乘：A線與已停運往拉卡拉大道的電車路線在第一議會站跨月台轉乘，E線聖何塞站往玻利瓦爾支線與已廢棄的往憲法站支線跨月台轉乘，以及憲法站提供的C線和已停運的E線跨月台轉乘。
市郊鐵路薩緬多線、聖馬丁線和盧卡線在四線鐵路路段設有大量的緩急接續跨月台轉乘。

#### 聖地牙哥
聖地牙哥地鐵唯一的跨月台轉乘站是比庫尼亞·馬肯納站，4號線與接駁的4A線在此轉乘。4A線使用中央軌道，而4號線使用兩側的軌道。

#### 聖保羅
聖保羅地鐵及軌道交通網絡設有4個跨月台轉乘站：1號線南行與2號線北行的帕拉伊索站，10號線往里奧格蘭德-達塞拉站與11號線往盧茲的布拉斯站，9號線使用中央軌道而8號線使用兩側軌道的奧薩斯庫站，以及阿爾蒂諾主席站，也供8號線和9號線跨月台轉乘，當中9號線使用內側軌道而8號線使用外側軌道，北端的島式月台服務西行列車，南端月台服務東行列車。
在盧茲車站，當710服務（7號線與10號線直通）時可與11號線的下車乘客與南行往里奧格蘭德-德塞拉的列車跨月台轉乘。該服務不運行時，則為11號線東行列車與7號線南行列車跨月台轉乘。

## 圖片集

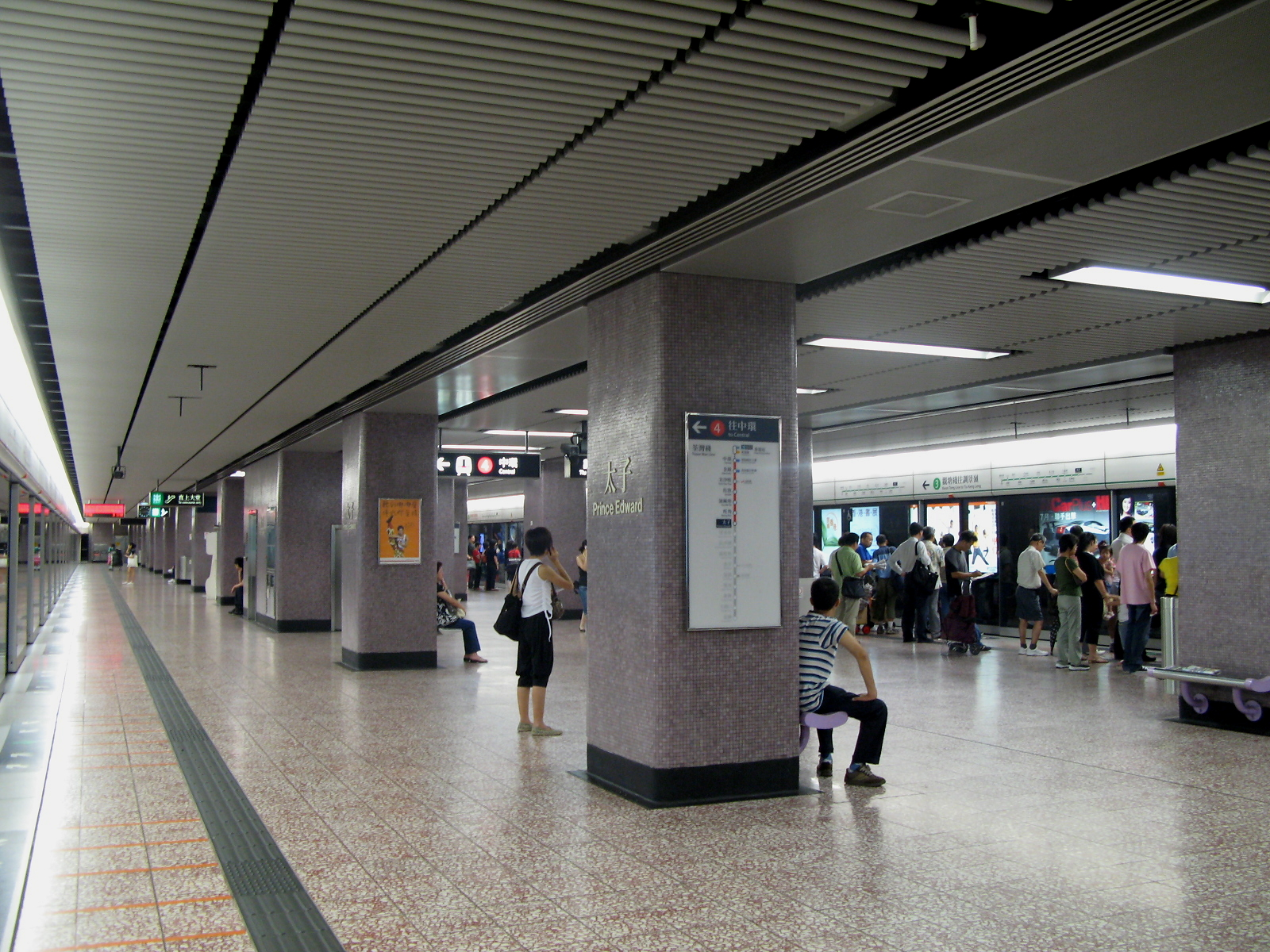
港鐵太子站4號荃灣綫月台（左）及3號觀塘綫月台（右），為乘客提供往中環及調景嶺方向跨月台轉車服務。
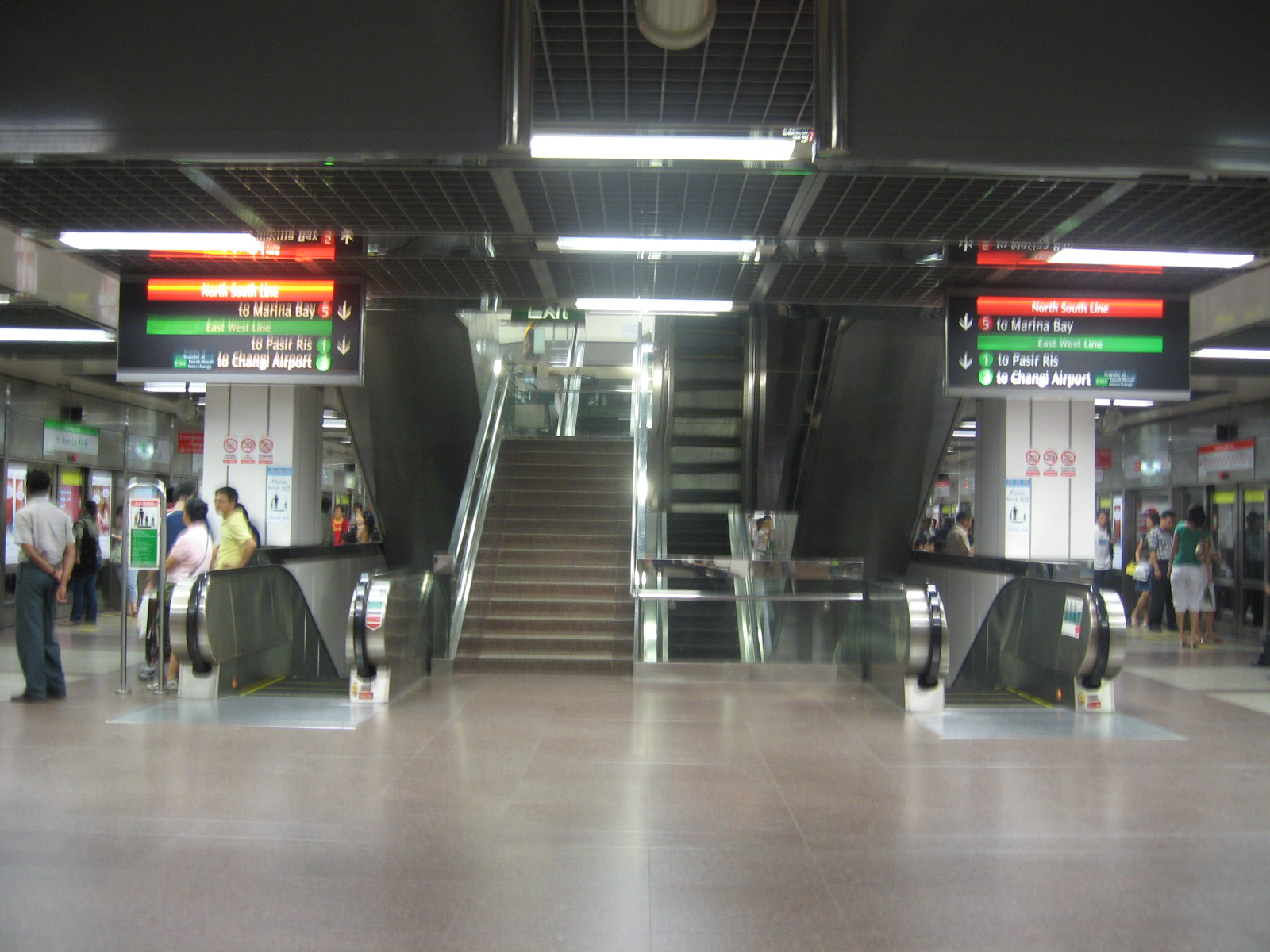
新加坡地鐵政府大廈站南北線A月台（右）及東西線B月台（左），為乘客提供往裕廊東及裕群方向跨月台轉車服務。
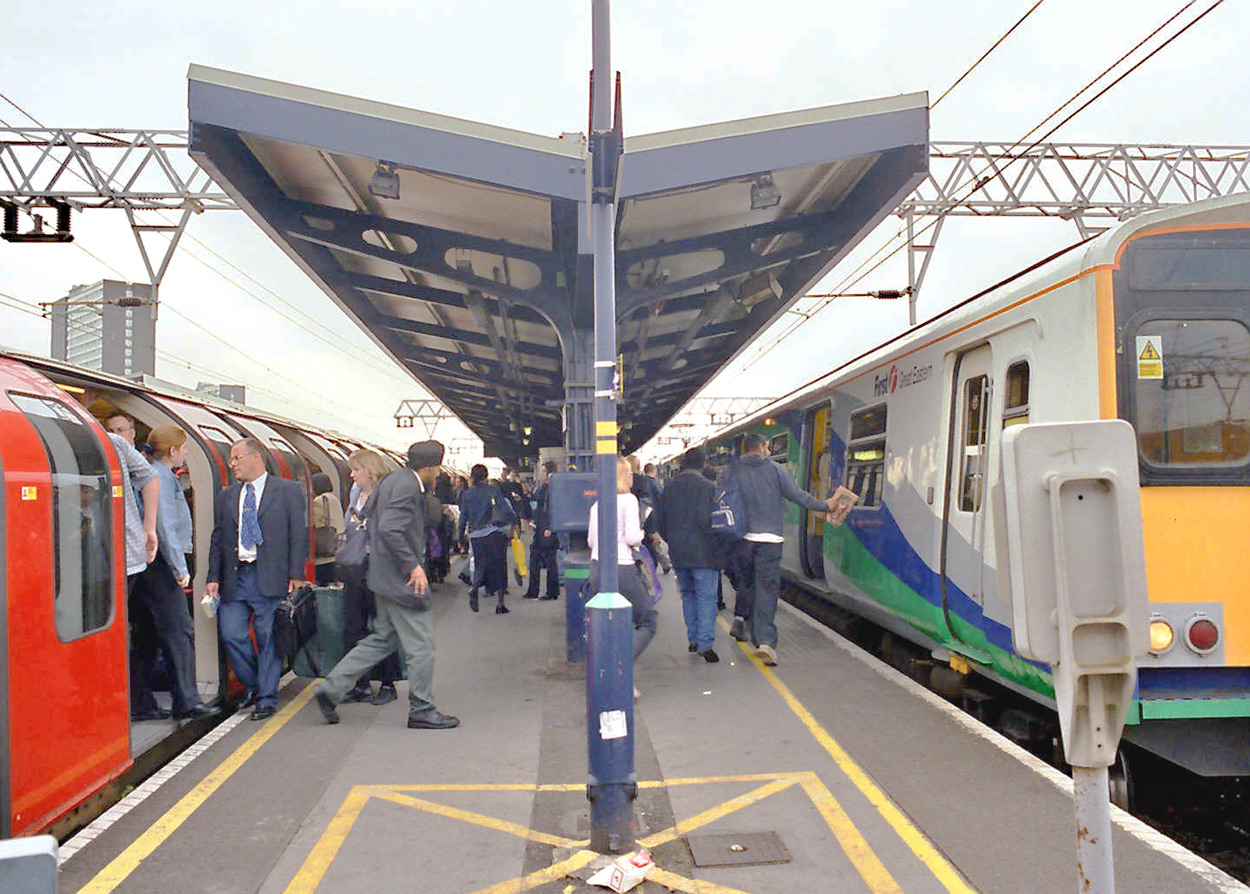
在英國倫敦的斯特拉特福站，乘客在東安格利亞國家特快車（National Express East Anglia）及地鐵中央線之間進行轉乘。
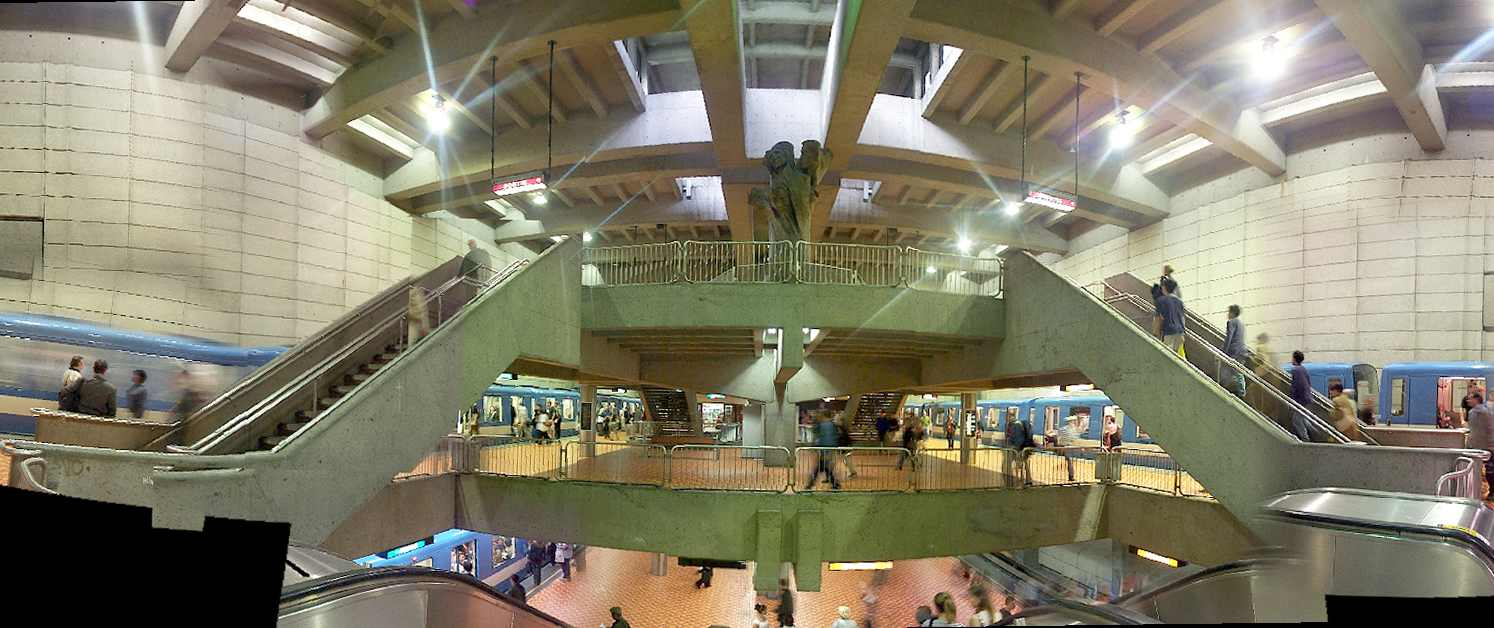
在加拿大蒙特利尔的利安納·格魯站，乘客可在地鐵2號線及1號線之間進行轉乘，上層月台為進城轉乘；下層月台為出城轉乘。
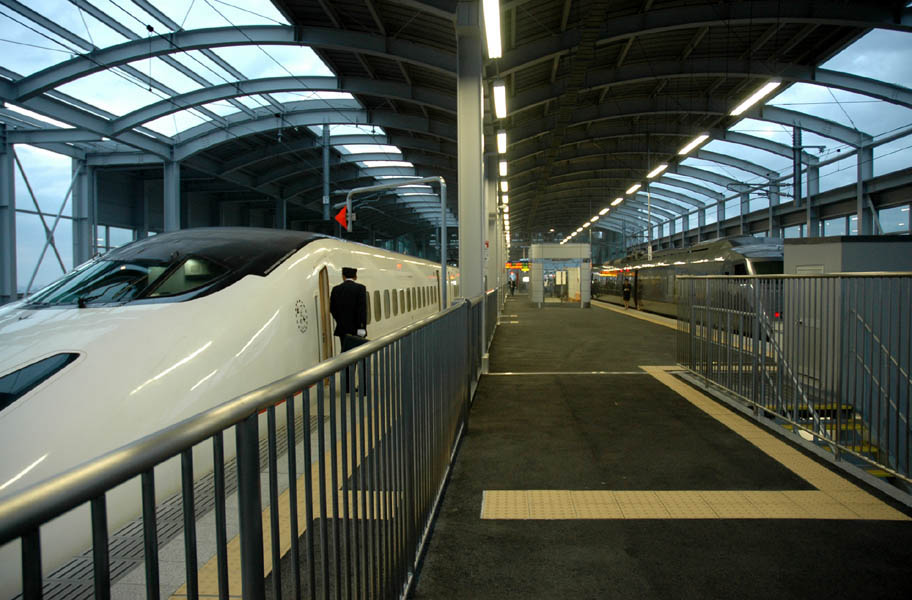
日本九州的新八代車站曾是九州新幹線在局部路段通車時期的北端起點站，在2004年至2011年間乘客可以在特急列車接力燕號及新幹線列車燕號之間進行同月台直接轉乘，但相關措施已在九州新幹線全線通車後取消。
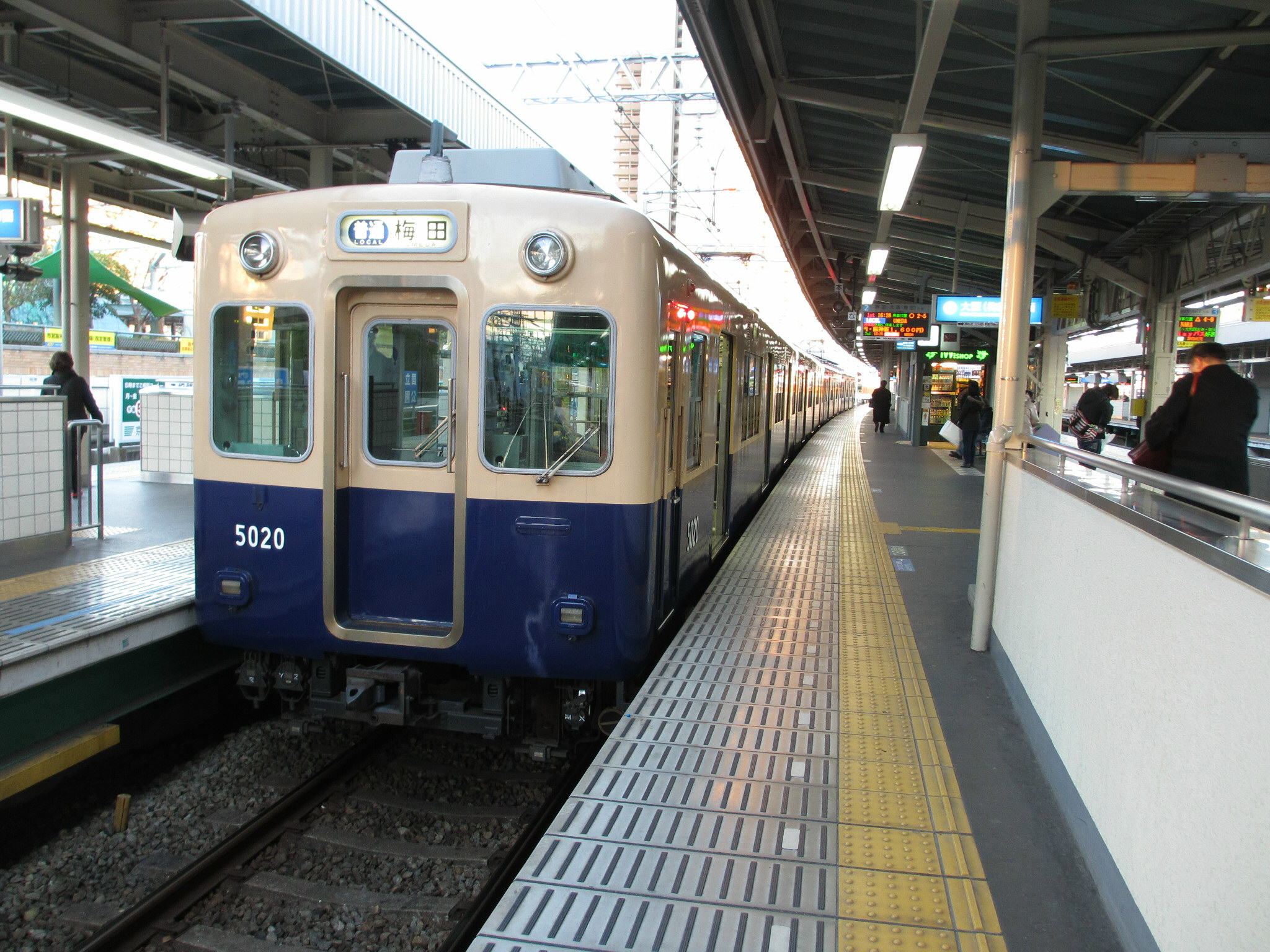
特殊的跨月台換乘形式：在日本阪神電鐵尼崎站1號月台與3號月台之間換乘的乘客需要穿過圖片中停靠在2號月台的普通列車進行轉乘。